# Biała (miasto)
Białaⓘ (potocznie: Biała Prudnicka, dodatkowa nazwa w j. niem. Zülz, łac. Bela, cz. Bělá, śl. Biała, Białŏ) – miasto w Polsce położone w województwie opolskim, w powiecie prudnickim, siedziba gminy miejsko-wiejskiej Biała. Historycznie leży na Górnym Śląsku, na ziemi prudnickiej, na pograniczu Kotliny Raciborskiej i Wysoczyzny Bialskiej, będących częścią Niziny Śląskiej. Przepływa przez nią rzeka Biała.
W latach 1975–1998 miasto administracyjnie należało do województwa opolskiego.
Według danych GUS z 1 stycznia 2024 r. miasto było zamieszkane przez 2256 osób.
Jedno z najstarszych miast w Polsce, lokowane około 1270 roku. Położone w księstwie opolskim, stanowiło siedzibę kasztelanii przy granicy z Morawami. Od XVI do XIX wieku miasto stanowiło ośrodek życia kulturalnego i gospodarczego społeczności żydowskiej na Górnym Śląsku. Od 1945 w granicach Polski. Powstały nowe osiedla mieszkaniowe, zakłady przemysłowe i infrastruktura turystyczna. Miasto z największym udziałem ludności niemieckiej w Polsce.

## Geografia

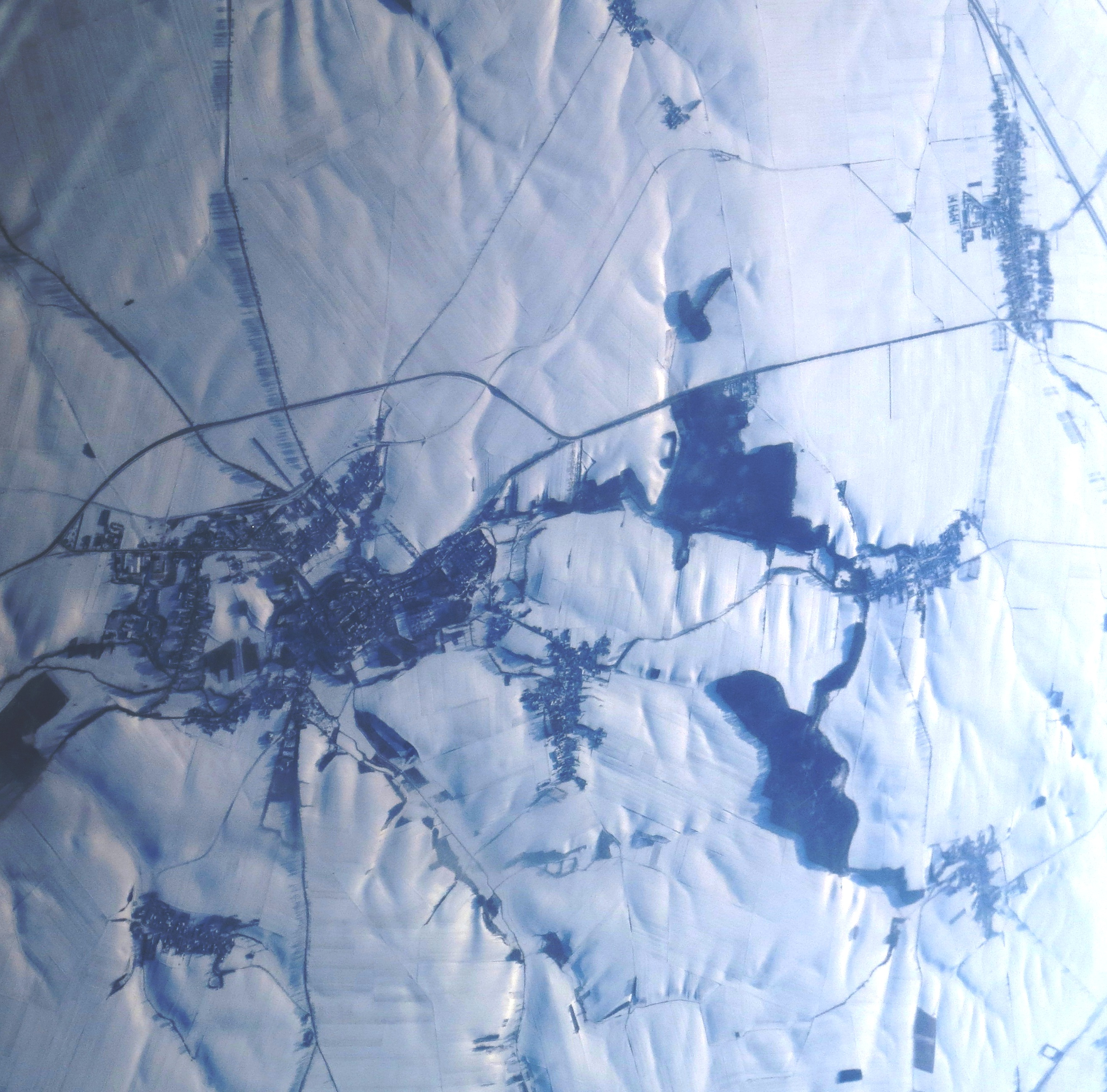
Zdjęcia lotnicze Białej

### Położenie
Miasto jest położone w południowo-zachodniej Polsce, w województwie opolskim, około 7 km od granicy z Czechami, na pograniczu Kotliny Raciborskiej i Wysoczyzny Bialskiej. Należy do Euroregionu Pradziad. Leży na terenie Nadleśnictwa Prudnik (obręb Prudnik). Przez granice administracyjne miasta przepływa rzeka Biała i potok Psiniec.

### Środowisko naturalne
W Białej panuje klimat umiarkowany ciepły. Średnia temperatura roczna wynosi +8,3 °C. Duże zróżnicowanie dotyczy termicznych pór roku. Średnie roczne opady atmosferyczne w rejonie Białej wynoszą 613 mm. Dominują wiatry zachodnie.

### Podział miasta
Według Krajowego Rejestru Urzędowego Podziału Terytorialnego Kraju częściami Białej są:
- Stare Miasto
- Szonowice

W mieście znajduje się również osiedla:
- os. Tysiąclecia
- os. 40-lecia

## Nazwa

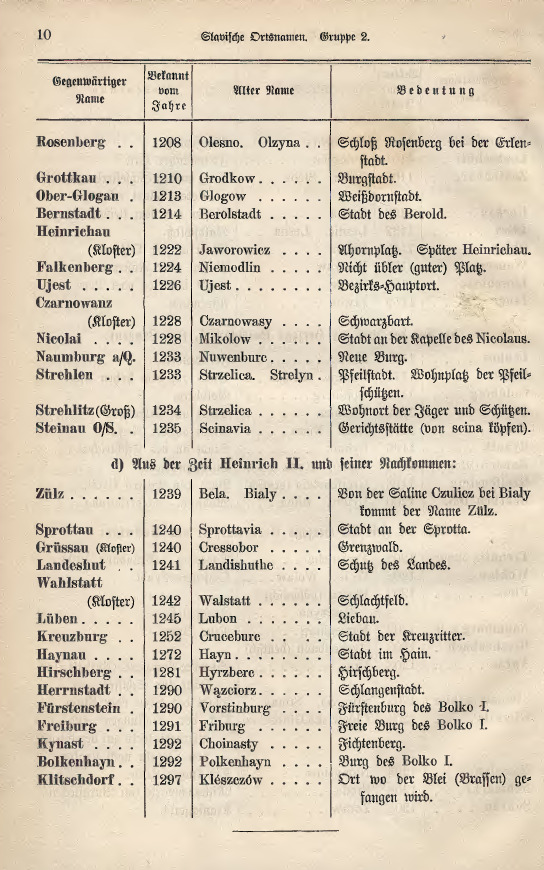
Zülz (Bela, Bialy) w spisie nazw miejscowości na Śląsku Heinricha Adamy’ego

Nazwa miejscowości pochodzi od polskiej nazwy koloru białego. Polską historyczną nazwą miasta była nazwa Biała. Heinrich Adamy w swoim spisie nazw miejscowości na Śląsku, wydanym w 1888 roku we Wrocławiu, wymienia jako najstarszą zanotowaną nazwę Bela, Bialy podając jej znaczenie „Von der Saline Czulicz bei Bialy kommt der name Zülz” (pol. Od salin Czuliczów obok Białej wywodzi się nazwa Zülz). Niemiecka nazwa Zülz pochodzi więc od zgermanizowanego nazwiska śląskiego rodu Czuliczów, do których należała salina (miejsce pozyskiwania soli) usytuowana w okolicy obecnej miejscowości Biała. Podobny wniosek płynie z lektury topograficznego opisu Śląska z 1865 roku, który wymienia dwie miejscowości: miasto Biała (Zülz) oraz Solec (Alt-Zülz).
Miejscowość została wymieniona w zlatynizowanej formie antiquum Culez w łacińskim dokumencie wydanym w 1285 roku przez Bolesława księcia opolskiego. W księdze łacińskiej Liber fundationis episcopatus Vratislaviensis (pol. Księga uposażeń biskupstwa wrocławskiego) spisanej za czasów biskupa Henryka z Wierzbna w latach 1295–1305 wymienione są dwie zlatynizowne nazwy miejscowości: Bela i Czolz.
W 1475 roku w łacińskich statutach Statuta synodalia episcoporum Wratislaviensium miejscowość wymieniona jest w zlatynizowanej formie Czulcze.
W niemieckojęzycznym opisie geograficznym pruskiego Śląska i hrabstwa kłodzkiego z 1832 roku podane są dwie nazwy miasta: Zülz i Bialy. W alfabetycznym spisie miejscowości na terenie Śląska wydanym w 1830 roku we Wrocławiu przez Johanna Knie wieś występuje pod polską nazwą Bialy oraz nazwą niemiecką Zulz. Statystyczny opis Prus z roku 1837 notuje „Zülz (poln. Biala)”.
Polską nazwę Biała oraz niemiecką Zulz w książce Krótki rys jeografii Szląska dla nauki początkowej wydanej w Głogówku w 1847 wymienił górnośląski ksiądz i pisarz Józef Lompa. Topograficzny opis Górnego Śląska z 1865 roku notuje miasto pod obecnie stosowaną, polską nazwą Biała, a także niemiecką Zülz we fragmencie: „Zülz (1226 Bela, Urba Zulicensis, polnisch Biała)”. Źródło cytuje również stare miasto Białej we fragmencie „Altstadt (1379 alta Civitas Czulcz, polnisch Stari miasto)”, a także leżącą w pobliżu miejscowość Solec we fragmencie „Alt-Zülz (1534 Soletz, polnisch Sollec)”. Opis notuje także treść łacińskiej inskrypcji z otoku miejskiej pieczęci: Sigillum civitatis Czulitz.
12 listopada 1946 r. ustalono polską nazwę miejscowości – Biała.
W historycznych dokumentach nazwę miasta wzmiankowano w różnych językach oraz formach: Bela (1225), Bela (1226), Bela (1238), Bala (1279), Bela (1285), Belam alias Czolz (ok. 1300), Byela (1303), Zoltz (1317), Culcz (1318), Stadt Czulcz (1451), Biala, Biela, Zülz (1551), Biele (1583), Zülz, poln. Biała (1845), Biały, inaczej Biała lub Biały Solc, niem. Zülz (1880), Biała, Zülz (1900), Zülz – Biała, -ej, bialski (1946), Biała, -łej (1980).

## Historia

### Prehistoria i starożytność
Ślady pobytu człowieka na terenie obecnego miasta Biała, potwierdzone badaniami archeologicznymi, sięgają epoki żelaza. Odnaleziono urnę na prochy oraz ozdobną szpilę z tamtego okresu. Znaleziono również ołowiane garnki, naczynia i resztki kości.

### Średniowiecze

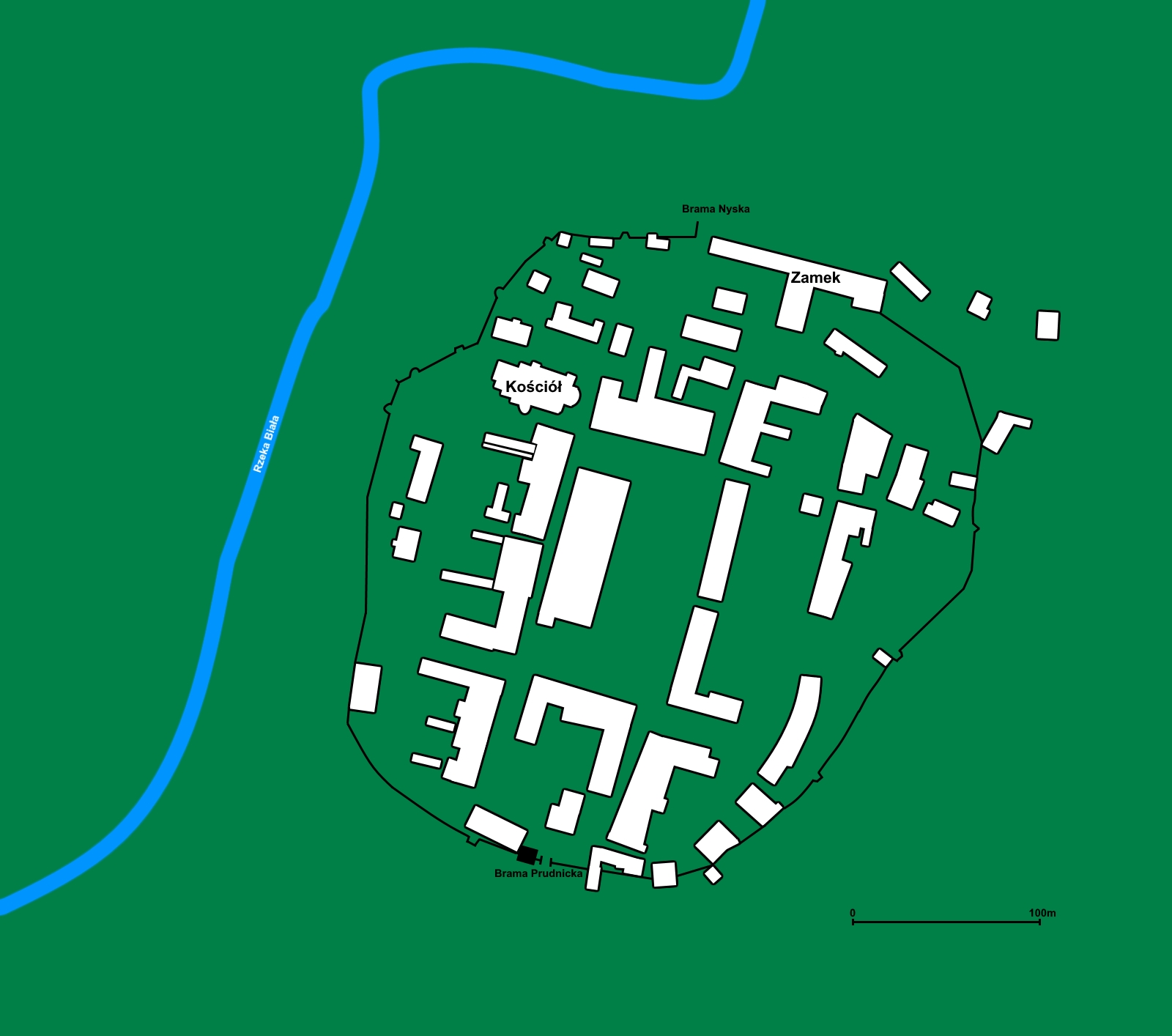
Plan Białej w czasach średniowiecza

Teren, na którym powstała Biała, należał do plemienia Opolan. Przedlokacyjna osada na terenie obecnego miasta powstała na przełomie X i XI wieku.
Miejscowość została założona pod koniec XII wieku według prawa niemieckiego jako wieś książęca. Pierwotna lokacja osady, zwana Starym Miastem, powstała na 40 łanach na szlaku komunikacyjnym z Nysy do Krakowa. Biała wraz z pobliską Prężyną były najbardziej oddalonymi punktami księstwa opolskiego w odniesieniu do Moraw (pobliski Prudnik oraz Lubrza znajdowały się już na Morawach). Po raz pierwszy wzmiankowana była w dokumencie wystawionym 29 listopada 1225 w Jemielnicy przez księcia opolskiego Kazimierza I, który udzielił przesiedlonym Niemcom w Gościęcinie wszelkich swobód, które posiadali w Białej. W tymże roku odnotowano istnienie w niej kościoła Świętych Apostołów Piotra i Pawła. W 1240 wieś posiadała prawo miecza.

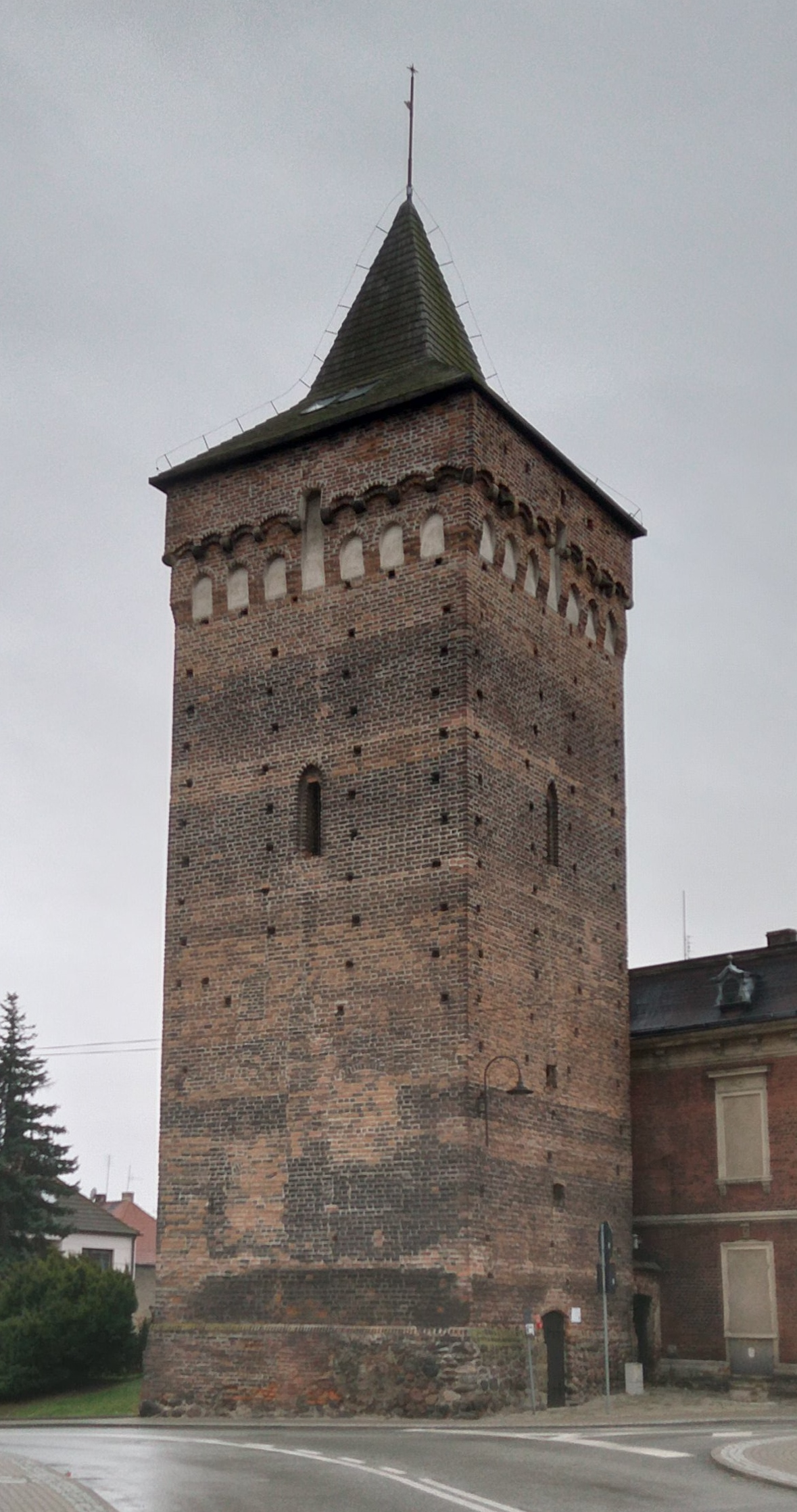
Wieża Bramy Prudnickiej, wzniesiona w XV wieku

Pod koniec pierwszej połowy XIII wieku na wzniesieniu na zachód od Starego Miasta nastąpiła druga lokacja. Wzniesiono tam drewniany zamek obronny, będący siedzibą kasztelana. Historyk Jan Piotr Chrząszcz jako początek istnienia Białej jako miasta przyjął okres panowania księcia Władysława, a dokładniej okolice roku 1270. W tymże okresie wzniesiono tu kościół parafialny Wniebowzięcia Najświętszej Maryi Panny. Istnienie siedziby kasztelanii w Białej potwierdza dokument z 1279. Od 1273 do 1313 miastem rządzili kasztelanowie: Tomas von Kamen z Kamienia Śląskiego, Świętopełk oraz rycerz Henryk z Grabiny. 10 kwietnia 1311 w dokumentach obok księcia Bolesława wymieniany był wójt z Białej. W 1313 miasto weszło w skład księstwa niemodlińskiego. Pomimo pewnego istnienia jako miasto przed 1285, posiadanie przez Białą praw miejskich potwierdzone zostało dopiero 18 lutego 1327. Początkowo obowiązywało w niej prawo flamandzkie, następnie średzkie, a w 1372 Henryk I niemodliński nadał Białej prawo magdeburskie. Wsie w pobliżu Białej stosowały prawo bialskie.
W 1335 wspominany był archiprezbiterat bialski, a w 1374 – szkoła w Białej. Po śmierci księcia Henryka I w 1382, na zamku w Białej rezydowała jego wdowa Eufemia wrocławska, do której Biała należała do 26 kwietnia 1386. Miasto przypadło Władysławowi Opolczykowi. Biała uczestniczyła w porozumieniu z Prudnikiem, Ścinawą Małą, Głogówkiem i Niemodlinem w sprawie ścigania i karania śmiercią przestępców. W 1427 książę głogówecko-prudnicki Bolko V potwierdził wcześniejszy przywilej zezwalający na osiedlanie się Żydów w Prudniku, Białej, Głogówku i Strzeleczkach. W czasie rejzy husytów na Śląsk, w marcu 1428 rycerstwo i mieszczanie z Białej zostali wzięci do niewoli przez husytów, natomiast samo miasto zostało splądrowane.

### XVI–XX wiek

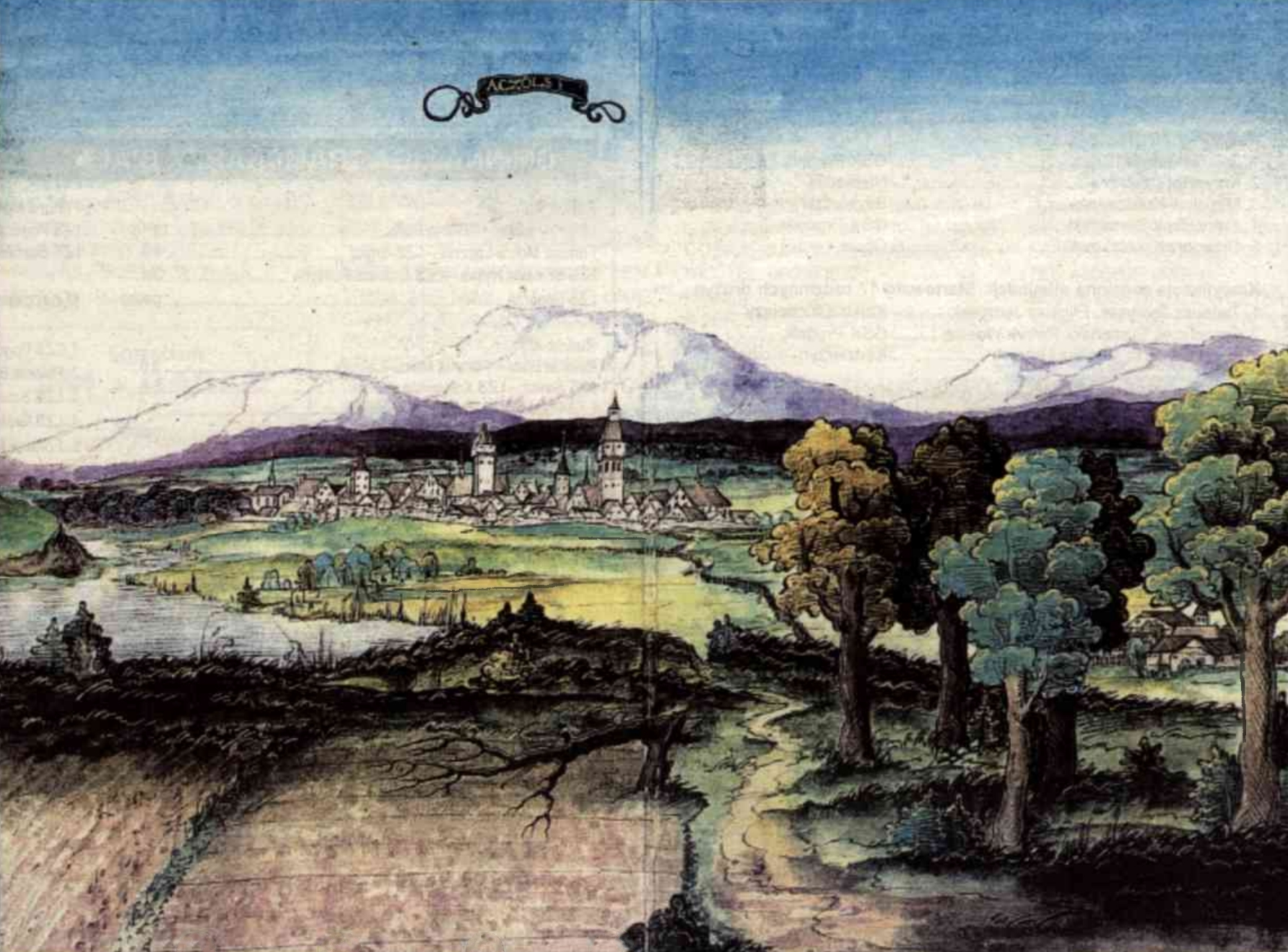
Panorama Białej z XVI wieku

W 1502 książę Jan II Dobry nadał mieszkańcom Białej przywilej pozwalający na remont murów obronnych, które groziły zawaleniem. W tymże roku nadał statut cechowy tkaczom w Białej, a w 1503 krawcom, piekarzom i szewcom. W myśl zawartych z Janem II Dobrym umów Biała wraz z całym księstwem opolsko-raciborskim przypadła królom czeskim z dynastii Habsburgów. Udzielali oni opolskiego lenna m.in. Wazom w latach 1645–1666.
Według księgi podatkowej z 1534, do zamku w Białej należał folwark obok miasta, ogród chmielowy, sad owocowy, staw, mniejszy staw koło Żabnika, las, a także dziewięć wsi: Stare Miasto, Szonowice, Kolnowice, Radostynia, Wasiłowice, Prężyna, lenno wsi Czyżowice, Śmicz i Pleśnica. W mieście znajdował się młyn słodowy. Na terenie miasta mieszkało 9 rodzin żydowskich. W obrębie murów miejskich było 97 właścicieli domów. Na Rynku mieszkało 10 kramarzy, mieścił się tam browar, dwie garbarnie i jeden warsztat garncarski. Na Prudnickim Przedmieściu nie mieszkał nikt, znajdowały się tam jedynie stodoły, natomiast na Nyskim Przedmieściu znajdowały się dwa majątki i było tam 7 właścicieli domów. 28 października 1544 w Białej wybuchł pożar, który zniszczył wszystkie drewniane budowle w mieście łącznie z kościołem parafialnym.
12 kwietnia 1564 cesarz Maksymilian II Habsburg zlecił powołanie komisji dla stworzenia nowej księgi wieczystej dla Białej. W tym samym roku władzę w mieście przejął baron Georg von Proskowski, właściciel pobliskiego Prószkowa. Udzielił on nowych przywilejów bialskim rzeźnikom, kowalom, ślusarzom i stolarzom. Herb Białej został uzupełniony herbem rodziny Prószkowskich. Sejmik księstwa opolsko-raciborskiego przyjął uchwałę zobowiązującą Żydów do sprzedania swoich domów, spłacenia długów i opuszczenia granic księstwa. Prószkowscy wstawili się za pozostaniem Żydów w Białej. W konsekwencji Biała stała się jedynym miastem na Górnym Śląsku, w którym było dozwolone swobodne żydowskie osadnictwo. Drugim takim miastem na całym Śląsku był Głogów. Osiedlało się tu wielu Żydów, trudniących się głównie handlem. Z czasem było ich tak wielu, że Białą zaczęto nazywać „Miastem Żydów” lub „Miastem Sprawiedliwych”. W 1584 zmarł Georg von Proskowski, a baronem Białej, Chrzelic i Prószkowa został jego syn – Hans Christoph von Proskowski.

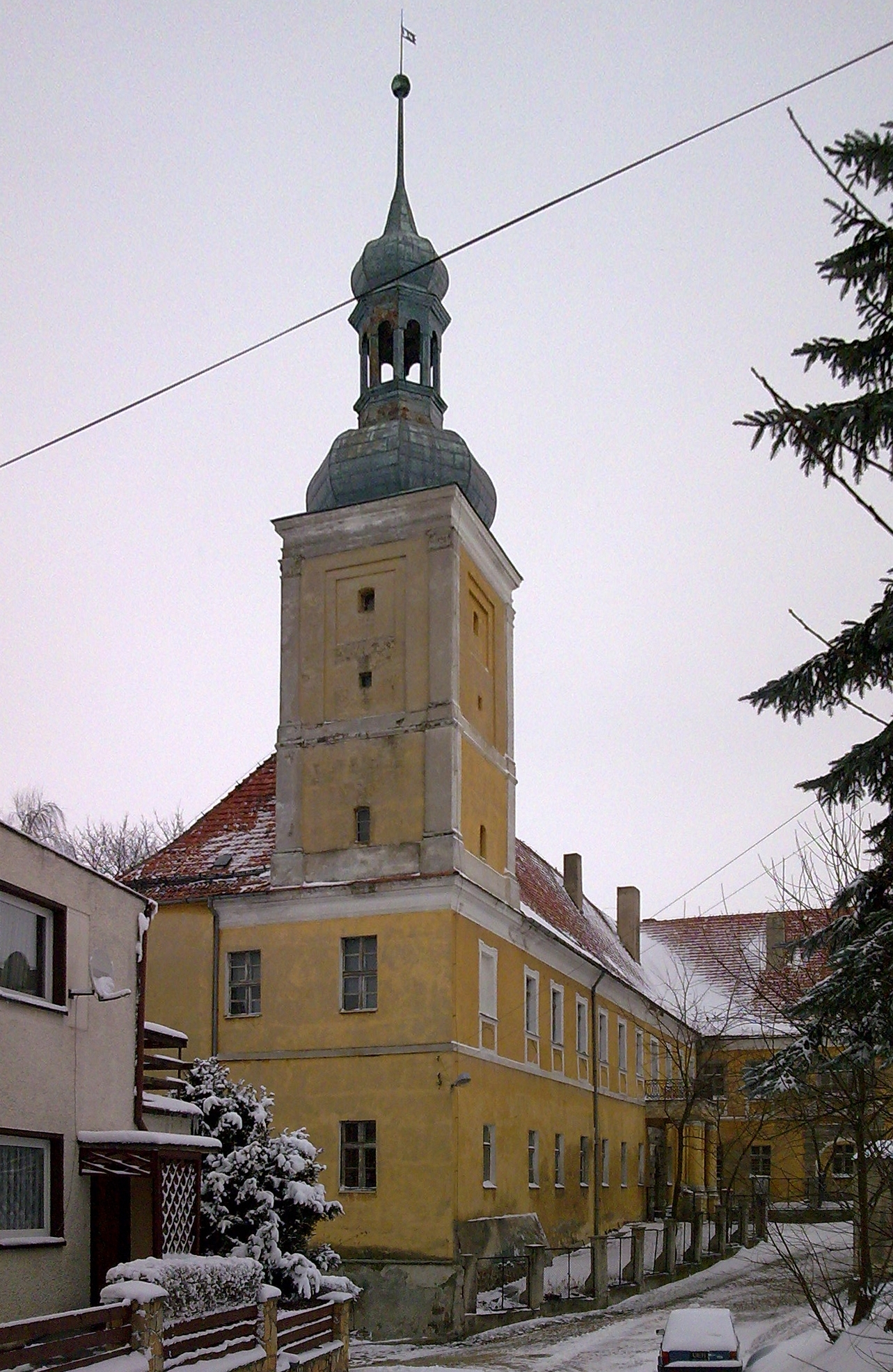
Zamek Prószkowskich w Białej

Na prośbę barona Hansa Christopha, w piśmie z dnia 13 kwietnia 1601 cesarz Rudolf II zaaprobował osiedlanie się Żydów w Białej. 4 maja 1606 Hans Christoph kupił od cesarza „władztwo Białej”, czyli zamek i miasto z przyległościami. W latach 1632–1633 w Białej panowała epidemia dżumy. Miasto zostało splądrowane podczas wojny trzydziestoletniej. Z rachunków podskarbiego z lat 1635–1638 wynika, że w tym czasie w mieście istniały 94 duże domy, 9 domów kramarzy oraz 27 domów poza bramami miasta, czyli na Nyskim i Prudnickim Przedmieściu, odbywały się 3 jarmarki. W spisie z 1647 i 1648 naliczono 155 domów. Dla upamiętnienia ofiar dżumy z 1633, w 1656 wzniesiono kaplicę cmentarną. W XVII wieku w mieście schronili się polscy i wiedeńscy Żydzi. Biała do XIX wieku pozostała ośrodkiem życia kulturalnego i gospodarczego społeczności żydowskiej na Górnym Śląsku. Żydzi przyczynili się do rozwoju gospodarczego miasta. W XVIII wieku było to jedyne miasto w Rzeszy Niemieckiej, w którym mieszkało więcej Żydów niż chrześcijan.

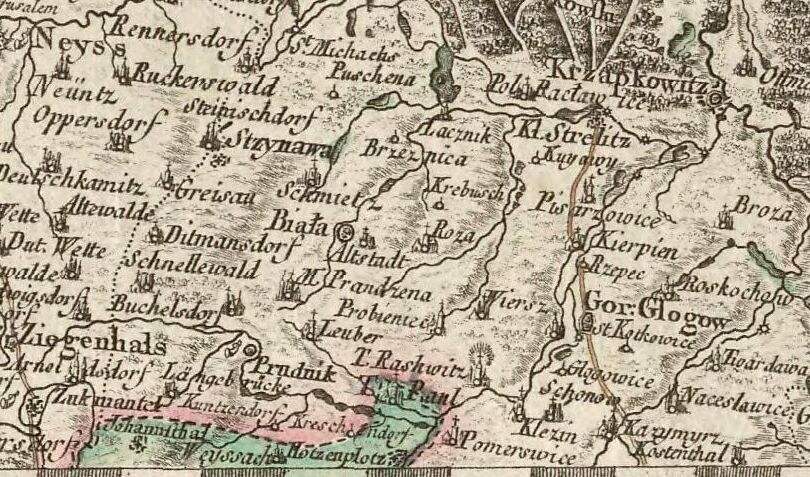
Biała wśród miejscowości ziemi prudnickiej na polskojęzycznej mapie z 1772

W 1704 w Białej wybuchła „wojna piwna” spowodowana nieuregulowaną sprzedażą piwa przez pułkownika Johanna Cebullę mieszkającego na zamku. Do 1742 miasto było siedzibą powiatu sądowego bialskiego w Monarchii Habsburgów. Po I wojnie śląskiej znalazło się w granicach Królestwa Prus i weszło w skład powiatu prudnickiego w prowincji Śląsk. Pomiędzy Białą i Gostomią stacjonowały wojska pruskie. W XVIII wieku Biała podlegała inspekcji podatkowej w Prudniku. W 1745 Biała stała się miastem garnizonowym. W 1746 w Białej znajdowała się placówka pocztowa, podlegająca pod urząd pocztowy w Prudniku. W 1747 na Rynku w Białej wybudowano nowy budynek dla władz miasta, określany jako ratusz. W 1780 miasto miało 2036 mieszkańców, z czego 1001 było Żydami. Friedrich Albert Zimmermann w 1784 notował, że w Białej odbywała się uprawa lnu. W 1791 wybudowano nową cegielnię i odbudowano ratusz. Biała była ośrodkiem koronkarstwa. Po pożarze w 1793 w mieście zaczęto stawiać murowane budynki.
Po wprowadzeniu edyktu emancypacyjnego w 1812 wielu Żydów zamieszkałych w Białej zaczęło przeprowadzać się w lepiej rozwinięte gospodarczo rejony Śląska. Wśród nich znalazł się Samuel Fränkel, który założył tkalnię lnu i adamaszku (późniejszy „Frotex”) w Prudniku. Przez kilka kolejnych lat w Białej chowano zmarłych Żydów z pobliskich miejscowości, między innymi z Prudnika, Opola, Raciborza i Koźla. Podczas wojen napoleońskich w 1813 w Białej przy ulicy Wałowej i Szkolnej kwaterowały wojska Napoleona.
Pierwotnie w miejscowości dominowała ludność polskojęzyczna, co odnotowuje topograficzny opis Górnego Śląska z 1865 roku we fragmencie: „In den älteren Zeiten wurde mehr Polnisch als Deutsch gesprochen, gegenwärtig ist aber die deutsche Sprache die vorherrschende.” („W starszych czasach mowa była bardziej polska niż niemiecka, ale w chwili obecnej dominującym językiem jest niemiecki.”). Z powodu praktyk germanizacyjnych, Polacy z Białej posyłali swoje dzieci poza Śląsk, na dawne terytorium Królestwa Polskiego, aby w spokoju mogły uczyć się języka polskiego, o czym pisał w „Gazecie Toruńskiej” Filip Robota. W 1861 w Białej mieszkało 339 Żydów.

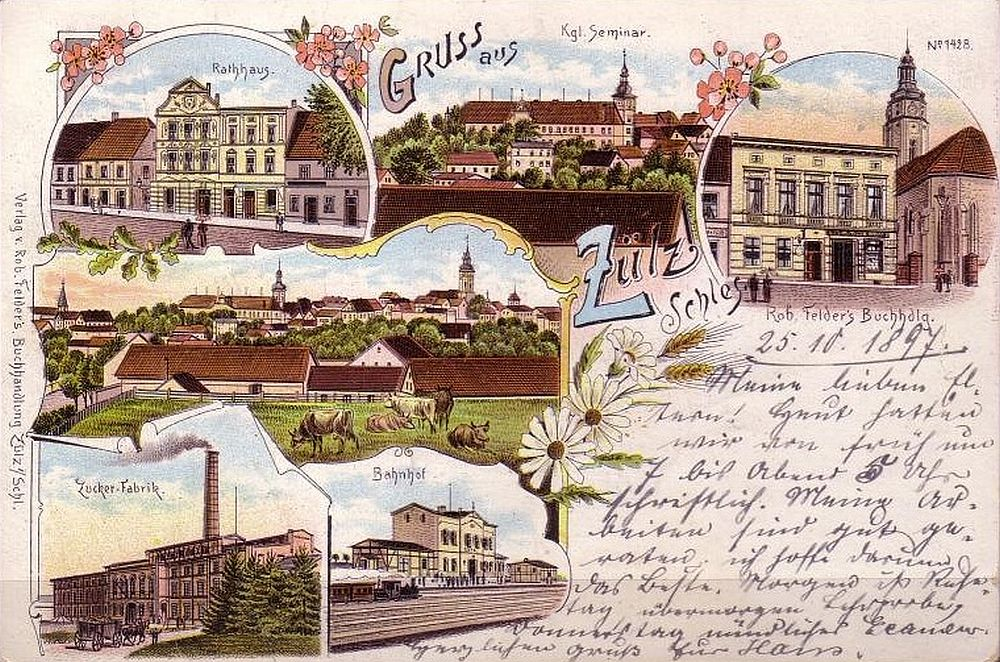
Pocztówka z Białej z 1897 przedstawiająca panoramę miasta, ratusz, zamek, cukrownię oraz dworzec

W 1854 zbudowano szosę do Prudnika, a w 1864 szosę do Krapkowic. W 1868 powołano Związek Czeladniczy, w 1890 ochotniczą straż pożarną. Po podziale dziedzictwa w 1872 miasto kupiło zamek. Od 1875 był on wykorzystywany na cele oświatowe. Do 1925 mieściło się w nim seminarium nauczycielskie. Od 1872 istniał Związek Oszczędnościowo-Pożyczkowy. We wrześniu 1893 założono Męski Związek Gimnastyczny. Sąd Miejski w Białej, który miał swoją siedzibę w ratuszu, został zawieszony i przeniesiony do Prudnika. W 1895 zawiązana została spółka Kolej Prudnicko-Gogolińska z siedzibą w Prudniku, której celem stała się budowa drugorzędnej, normalnotorowej linii lokalnej z Prudnika do Gogolina, m.in. przez Białą. Linia została oddana do użytku w 1896. W latach 1895–1896 wzniesiono powiatowy szpital im. św. Elżbiety w Białej. W 1898 zbudowano cukrownię w Szonowicach.
Na początku XX wieku liczba mieszkańców wzrosła do 2816 osób. W mieście znajdowało się więzienie i urząd celny. Zbudowano gazownię i wodociąg, rozpoczęto modernizację budynków, rozbudowano szosę między Białą i Ligotą Bialską. Według spisu ludności z 1 grudnia 1910, na 2842 mieszkańców Białej 2382 posługiwało się językiem niemieckim, 430 językiem polskim, 2 innym językiem, a 28 było dwujęzycznych. Podczas I wojny światowej w hali sportowej w Białej mieścił się lazaret. W mieście działał Czerwony Krzyż.

### Dwudziestolecie międzywojenne

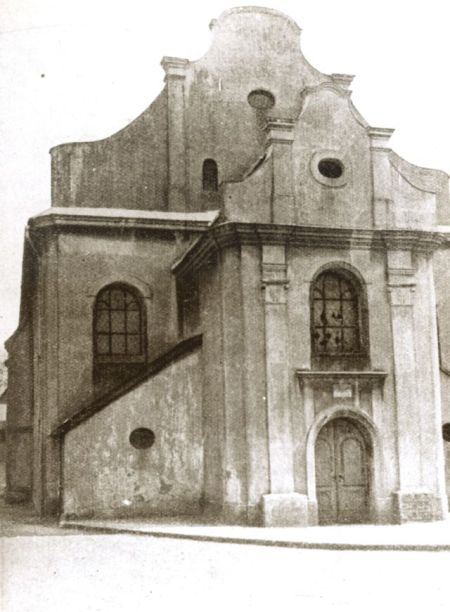
Synagoga w Białej (1926)

Od 1919 Biała należała do nowo utworzonej prowincji Górny Śląsk. Prowincja została zlikwidowana w 1938, a 18 stycznia 1941 utworzono ją ponownie.
W 1921 w zasięgu plebiscytu na Górnym Śląsku znalazła się tylko część powiatu prudnickiego. Biała znalazła się po stronie zachodniej, poza terenem plebiscytowym. W mieście odbyło się zebranie, podczas którego działacze narodowi Aleksander Skowroński i Franciszek Strzoda opowiedzieli się za Polską. Mieszkańcy Białej dołączali do straży granicznej. W mieście dochodziło do potyczek między Niemcami i Polakami. Po wybuchu III powstania śląskiego do Białej przybywali uciekinierzy z Głogówka i Krapkowic.

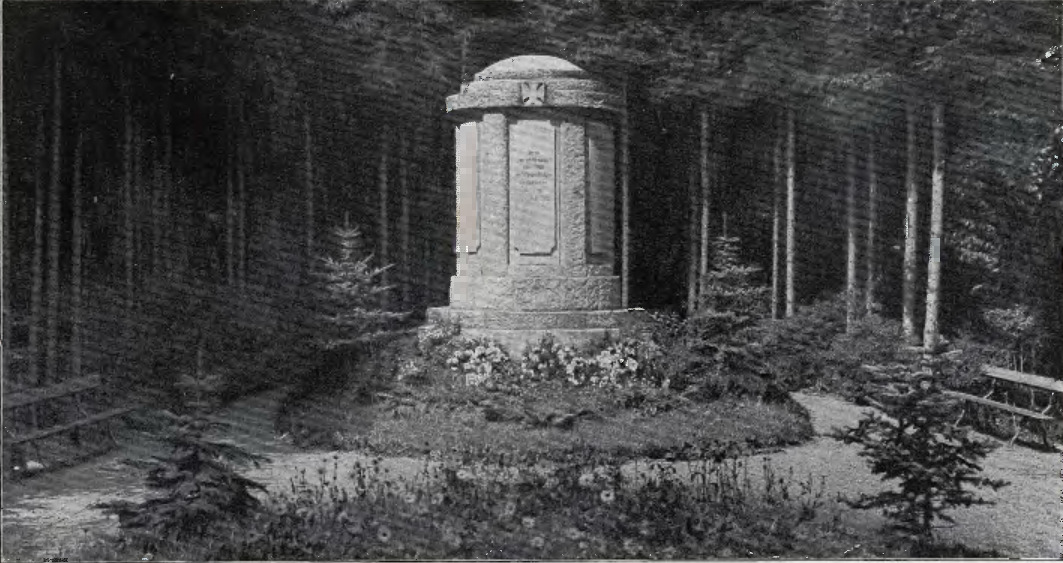
Pomnik poległych w I wojnie światowej

W Białej powołano Klub Towarzyski, Seminaryjny i Klub Sportowy, a także Katolicki Związek Kobiecy, Związek Niemców, Ochotnicza Kolumna Sanitarna, Spółdzielnia Mieszkaniowa. W latach 20. XX wieku został założony Park Miejski w Białej. 27 sierpnia 1922 poświęcono pomnik poległych w I wojnie światowej. W mieście utworzono lokalny oddział Prudnickiej Powiatowej Kasy Oszczędności.
W styczniu 1932 Bruno Schramm, członek Sturmabteilung, został pobity podczas walk ulicznych z komunistami w Białej i zmarł w wyniku odniesionych obrażeń. Został on przez nazistów uznany za męczennika. Podczas nocy kryształowej z 9 na 10 listopada 1938, bojówki hitlerowskie spaliły bialską synagogę zbudowaną w 1774.

### II wojna światowa

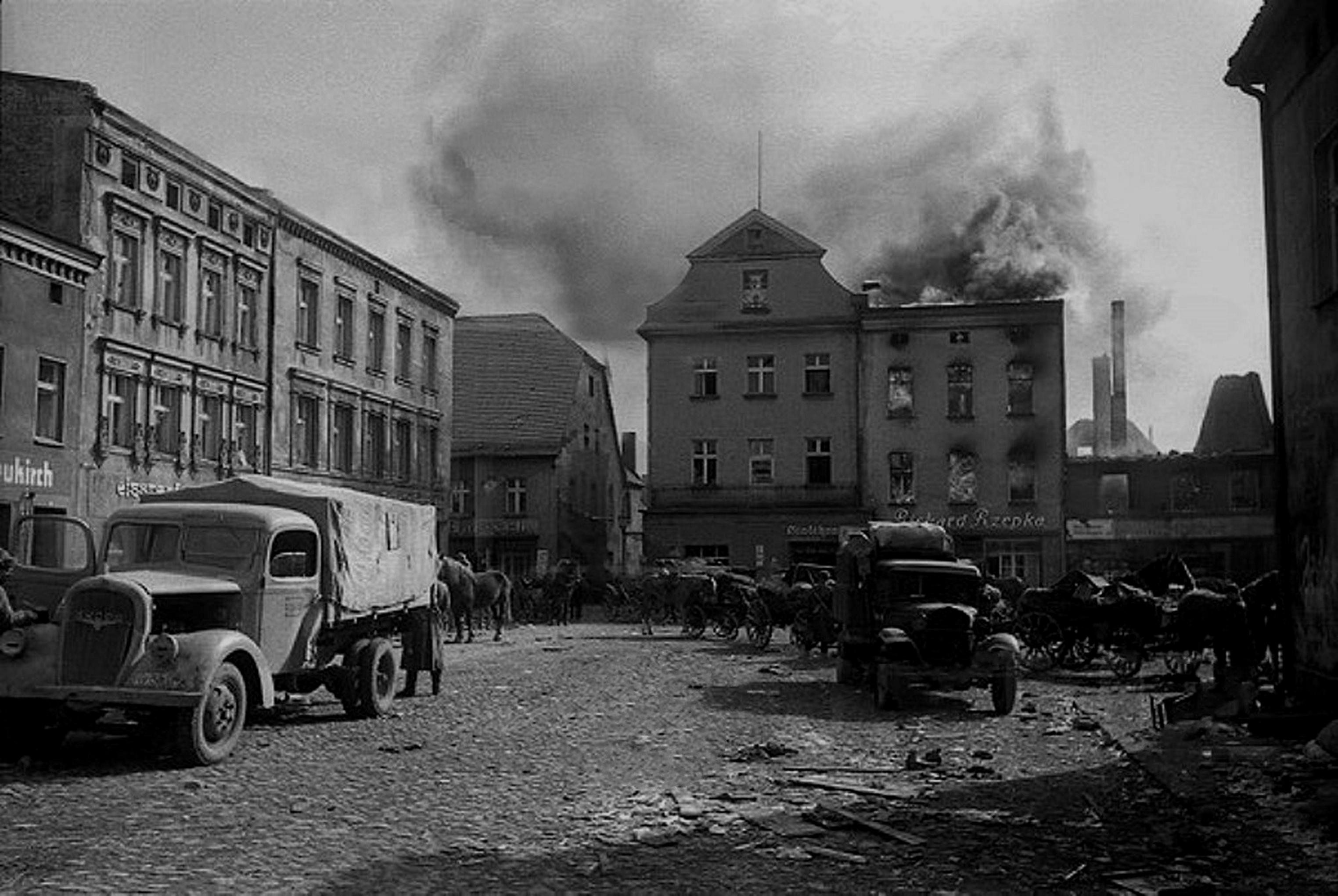
Armia Czerwona na Rynku w Białej po zajęciu miasta (marzec 1945)

W styczniu 1945 przez Białą przeszły kolumny więźniów niemieckich obozów koncentracyjnych. W toku tzw. „marszu śmierci” wiele osób zmarło lub zostało zamordowanych przez Niemców.
Oddziały niemieckie zostały w 1945 roku wyparte z miasta przez oddziały 117 korpusu piechoty 21 Armii i 7 samodzielnego korpusu zmechanizowanego gwardii ze składu 1 Frontu Ukraińskiego. W walkach o miasto zginęło 137 żołnierzy Armia Czerwona. Na miejscu ich pierwotnego pochówku na Placu Zamkowym postawiono Pomnik Wdzięczności Armii Czerwonej. W wyniku walk została spalona wschodnia pierzeja Rynku z ratuszem. Sowieci ograbiali domy w mieście, a także kościół, szpital i plebanię.

### Polska Ludowa
Od marca do maja 1945 powiat prudnicki znajdował się pod kontrolą radzieckiej komendantury wojskowej. 11 maja 1945 polska administracja przejęła władzę cywilną w powiecie prudnickim. Mieszkańcom Białej, posługującym się dialektem śląskim bądź znającym język polski, pozwolono pozostać w mieście po otrzymaniu polskiego obywatelstwa. W 1945 roku na ul. Prudnickiej ówczesny komendant posterunku Milicji Obywatelskiej ufundował symboliczną tablicę ku pamięci partyzantów polskich poległych podczas okupacji.
W 1950 dyrekcja szpitala w Prudniku utworzyła izbę porodową w Białej. We wrześniu 1950 założono Gminną Kasę Spółdzielczą w Białej (późniejszy Bank Spółdzielczy). Cegielnia parowa Ewalda Lichy w Białej została przejęta przez Prudnickie Zakłady Terenowego Przemysłu Materiałów Budowlanych w Prudniku.
„Podział administracyjny województwa opolskiego według stanu na dzień 31 sierpnia 1964 r.” wymienia integralne części miasta: Stare Miasto, Szynowice.
W mieście powstały nowe osiedla: Tysiąclecia i 40-lecia. W 1980 zbudowano nowy gmach szkolny.

### III Rzeczpospolita
Pod koniec XX wieku w Białej zbudowano oczyszczalnię ścieków. W 2021 średniowieczna Wieża Bramy Prudnickiej została wyremontowana i udostępniona do zwiedzania dla turystów. W 2023 dwie wieże wodociągowe zostały zaadaptowane na punkty widokowe. Podczas powodzi 14 września 2024 została zalana nisko położona część miasta. Ucierpiały m.in. ulice Nyska i Przedmieście, stadion miejski i smażalnia ryb. Ewakuowano 28 osób z ul. Nyskiej.

## Demografia
Miasto zamieszkiwane jest przez mniejszość niemiecką oraz Ślązaków. Mieszkańcy posługują się gwarą prudnicką, będącą odmianą dialektu śląskiego.
Według danych GUS z 30 czerwca 2018, Biała miała 2442 mieszkańców (34. miejsce w województwie opolskim i 813. miejsce w Polsce), powierzchnię 14,71 km² (19. miejsce w województwie opolskim i 425. miejsce w Polsce) i gęstość zaludnienia 165,9 os./km².
Biała podlega pod Urząd Statystyczny w Opolu, oddział w Prudniku.

### Liczba mieszkańców miasta
1724 – 2609
1780 – 2036
1781 – 2061
1782 – 2022
1787 – 2408
1810 – 2401
1825 – 2462
1828 – 2582
1834 – 2613
1845 – 2686
1846 – 2684
1860 – 2551
1890 – 2812
1905 – 2816
1913 – 2842
1927 – 2842
1933 – 3744
1939 – 3784
1961 – 2832
1971 – 3100
1980 – 2900
1995 – 2909
1996 – 2919
1997 – 2893
1998 – 2882
1999 – 2842
2000 – 2831
2001 – 2798
2002 – 2749
2003 – 2923
2004 – 2687
2005 – 2679
2006 – 2653
2007 – 2598
2008 – 2605
2009 – 2563
2010 – 2538
2011 – 2528
2012 – 2534
2013 – 2511
2016 – 2460

## Zabytki
Do wojewódzkiego rejestru zabytków wpisane są:
- układ urbanistyczny
- kościół parafialny pw. Wniebowzięcia NMP, gotycki z XIV w., 1544 r., XVIII w.
- kościół filialny pw. śś. Piotra i Pawła, z XIV w., 1690 r.
- cmentarz żydowski
- zamek, późnorenesansowy z XVI w., 1640 r., XVIII w., XIX w.
- kapliczka
- kapliczka, ul. Kilińskiego 13
- mury miejskie obronne, z XV w. z basztami
  - brama – Wieża Bramy Prudnickiej
- wieża wodociągowa, tzw. wodna, z 1606 r.- XVII w., XX w.
- wodociągowa wieża ciśnień, ul. Wodociągowa wraz z otoczeniem w granicach działki nr 1584/3
- spichlerz, ul. Przedmieście 6
- Szpital, ul. Moniuszki 8, z 1896 r.
- dom mieszkalny, ul. Prudnicka 11 (d. 6)
- dom mieszkalny, ul. Prudnicka 15 (d. 8)
- domy mieszkalne, pierzeja zachodnia Rynku, z XIX w.
- dom mieszkalny, Rynek 14 (d. 20)
- dom mieszkalny, Rynek 15 (d. 21)
- dom mieszkalny, Rynek 17 (d. 23)
- dom mieszkalny, Rynek 20 (d. 26)
- dom mieszkalny, ul. Wałowa 1
- dom mieszkalny, ul. Wałowa 3

## Gospodarka

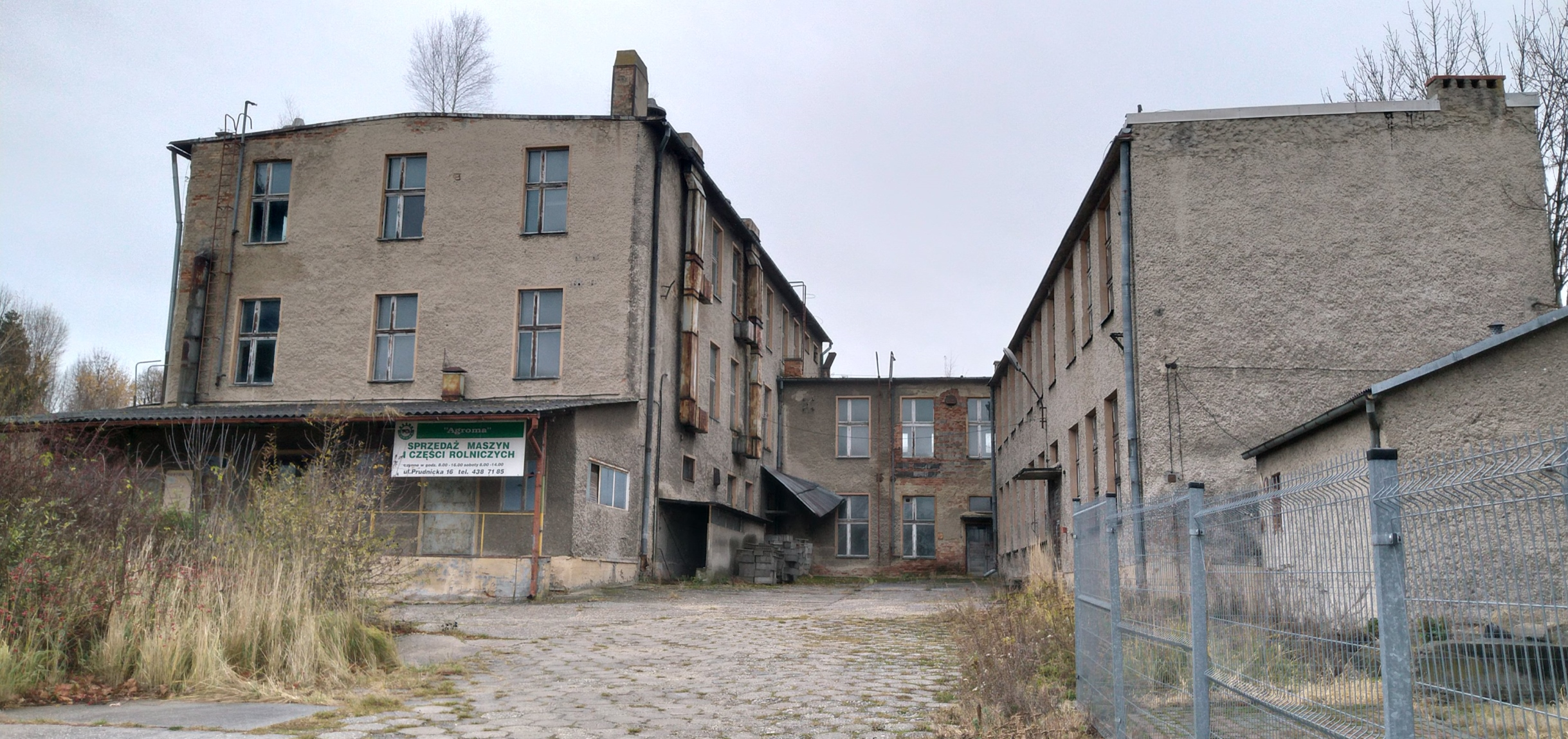
Budynki po zakładzie włókienniczym w Białej

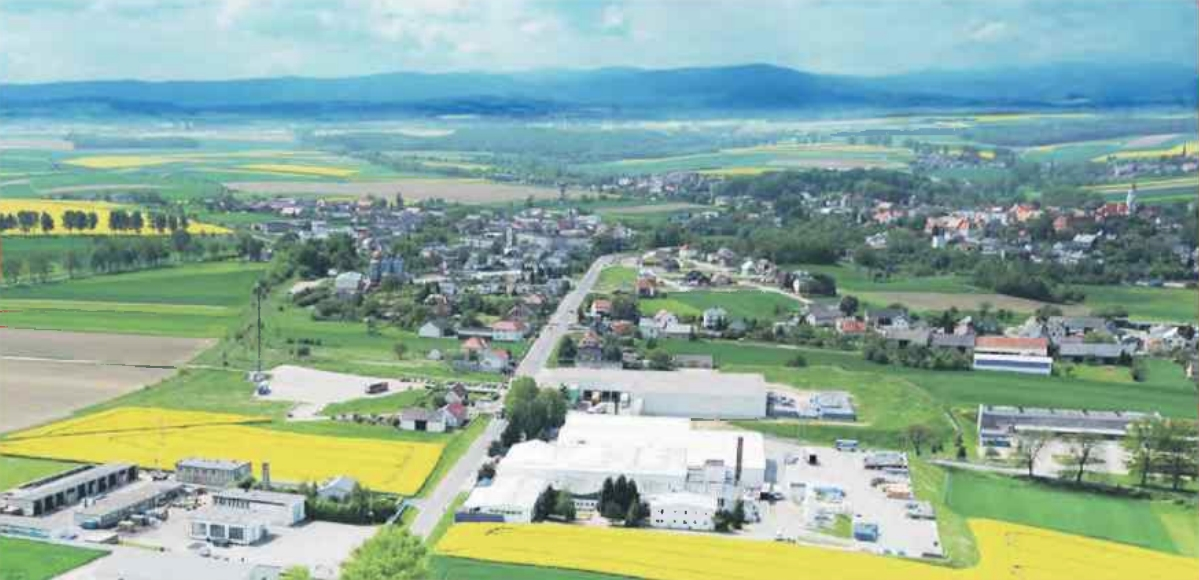
Zakład produkcyjny Ustronianki w Białej

Biała stanowi ośrodek usługowy o znaczeniu lokalnym; drobny przemysł dziewiarski i materiałów budowlanych.
W mieście swoją siedzibę miały nieczynne już Prudnickie Zakłady Przemysłu Dziewiarskiego i Pończoszniczego w Białej Prudnickiej. W skład niego wchodziły trzy zakłady: Zakład „A” w Białej, Zakład „B” w Łączniku oraz Zakład „C” w Strzeleczkach.
W 2017 wskaźnik bezrobocia w Białej wynosił 7,2%. Przeciętne miesięczne wynagrodzenie brutto w Białej wynosiło 3 609,33 zł.
34,0% aktywnych zawodowo mieszkańców Białej pracuje w sektorze rolniczym (rolnictwo, leśnictwo, rybołówstwo i przemysł wydobywczy), 23,1% w sektorze przemysłowym (przemysł przetwórczy i budownictwo), a 13,5% w sektorze usługowym (handel, naprawa pojazdów, transport, zakwaterowanie i gastronomia, informacja i komunikacja) oraz 2,2% pracuje w sektorze finansowym (działalność finansowa i ubezpieczeniowa, obsługa rynku nieruchomości).

### Przedsiębiorstwa
W mieście od 1994 swoją siedzibę ma zakład rozlewniczy, produkujący wody mineralne oraz napoje bezalkoholowe Ustronianka Sp. z o.o.
Przy ulicy Głogóweckiej 1 znajduje się siedziba firmy PPHU „Rol-Pol” sp.j., która zajmuje się produkcją nawozów, środków ochrony roślin, materiału siewnego, materiałów budowlanych, paliwa, a także oferuje skup i sprzedaż płodów rolnych, oraz usługi transportowe. Posiada swoje punkty sprzedaży w Białej, Prudniku, Głogówku, Łączniku i Błażejowicach.
Przy ulicy Prudnickiej 20A znajduje się komis samochodowy DOR-IMP. Przy ulicy Opolskiej 38 znajduje się firma Usługi ciesielskie Jacek Thiel, która zajmuje się sprzedażą produktów mających zastosowanie w budowie konstrukcji więźby dachowej.

### Handel
W mieście znajdują się m.in. placówki handlowe sieci: Biedronka, Delikatesy Centrum, Dino Polska, Żabka.

### Usługi
Biała wraz z całą gminą podlega pod inspektorat ZUS w Prudniku.

## Transport

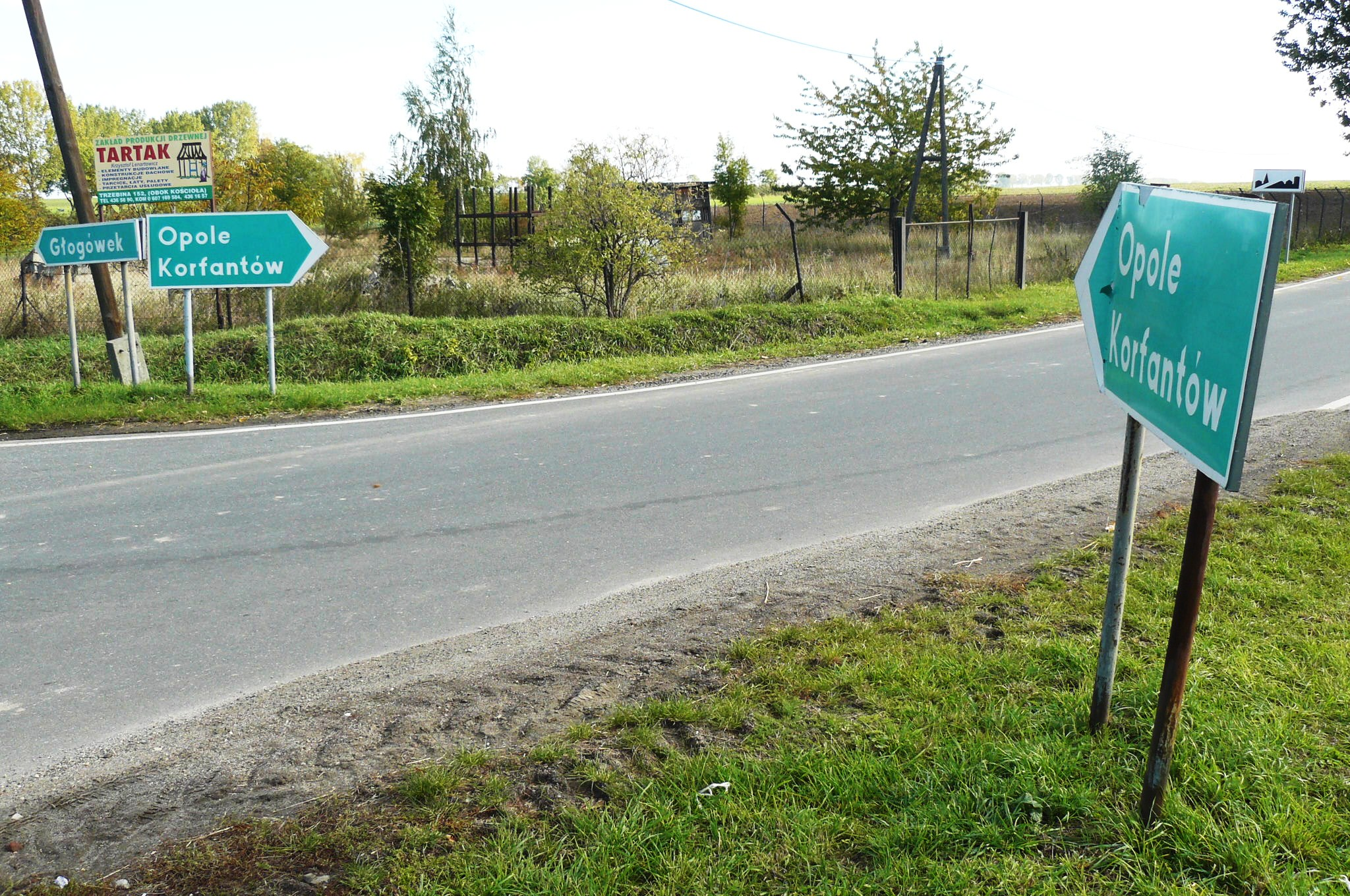
Droga wyjazdowa z Białej

### Transport drogowy
Przez Białą przebiega droga wojewódzka
- 414 Prudnik – Opole

W 2007 r. ukończono budowę wschodniej obwodnicy miasta.
Najdłuższą ulicą w mieście jest ulica Prudnicka (ok. 2,5 km).
Na terenie miasta znajdują się drogi powiatowe w zarządzie Wydziału Drogownictwa Starostwa Powiatowego w Prudniku:
| Numer drogi | Przebieg                                                                                  | Długość (km) |
| ----------- | ----------------------------------------------------------------------------------------- | ------------ |
| 1202O       | Biała, ul. Kilińskiego – Olbrachcice – Słoków – Laskowice                                 | 7,204        |
| 1206O       | Biała, ul. Przedmieście – Ligota Bialska – Górka Prudnicka – Frącki – Pogórze – Sowin     | 12,625       |
| 1208O       | Biała, ul. Głogówecka – Solec – Rostkowice – Wilków – Mionów – Błażejowice Dolne – Mochów | 15,185       |
| 1252O       | Biała, ul. Staszica – Wasiłowice – Otoki – Grabina                                        | 6,770        |
| 1256O       | Nowy Browiniec – Browiniec Polski – Solec – Biała – Ligota Bialska – Otoki                | 12,279       |
| 1258O       | Biała – Józefów                                                                           | 2,670        |
| 1271O       | Wasiłowice – Biała                                                                        | 2,374        |
| 1526O       | Korfantów – Biała, ul. Nyska i ul. Moniuszki                                              | 7,161        |
| 1614O       | Prudnik, ul. Prężyńska – Prężyna – Biała, ul. Koraszewskiego                              | 9,009        |
|             |                                                                                           | 75,277       |

### Transport kolejowy

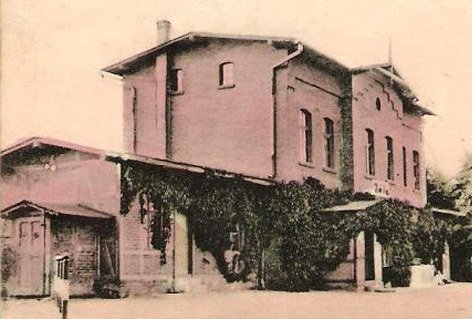
Stacja kolejowa w Białej

Nieczynna stacja kolejowa w Białej znajduje się przy ul. Alejka PKP. Najbliższa czynna stacja kolejowa znajduje się w Prudniku.
Lokalni przedsiębiorcy i właściciele majątków ziemskich zawiązali w 1895 spółkę Kolej Prudnicko-Gogolińska z siedzibą w Prudniku, której celem stała się budowa linii lokalnej z Prudnika do Gogolina. Linia kolejowa nr 306 relacji Prudnik – Goglin została oddana do użytku w 1896. Powódź w 1997 zniszczyła most na Odrze w Krapkowicach, uniemożliwiając dojazd do Gogolina. W 2005 ruch na linii 306 został zawieszony. Zmodernizowana do celów towarowych linia relacji Prudnik – Krapkowice została oddana do użytku w 2016. Na bocznicy między składem militarnym w lesie koło Strzeleczek a Prudnikiem odbywa się wojskowy ruch transportowy.

### Transport autobusowy

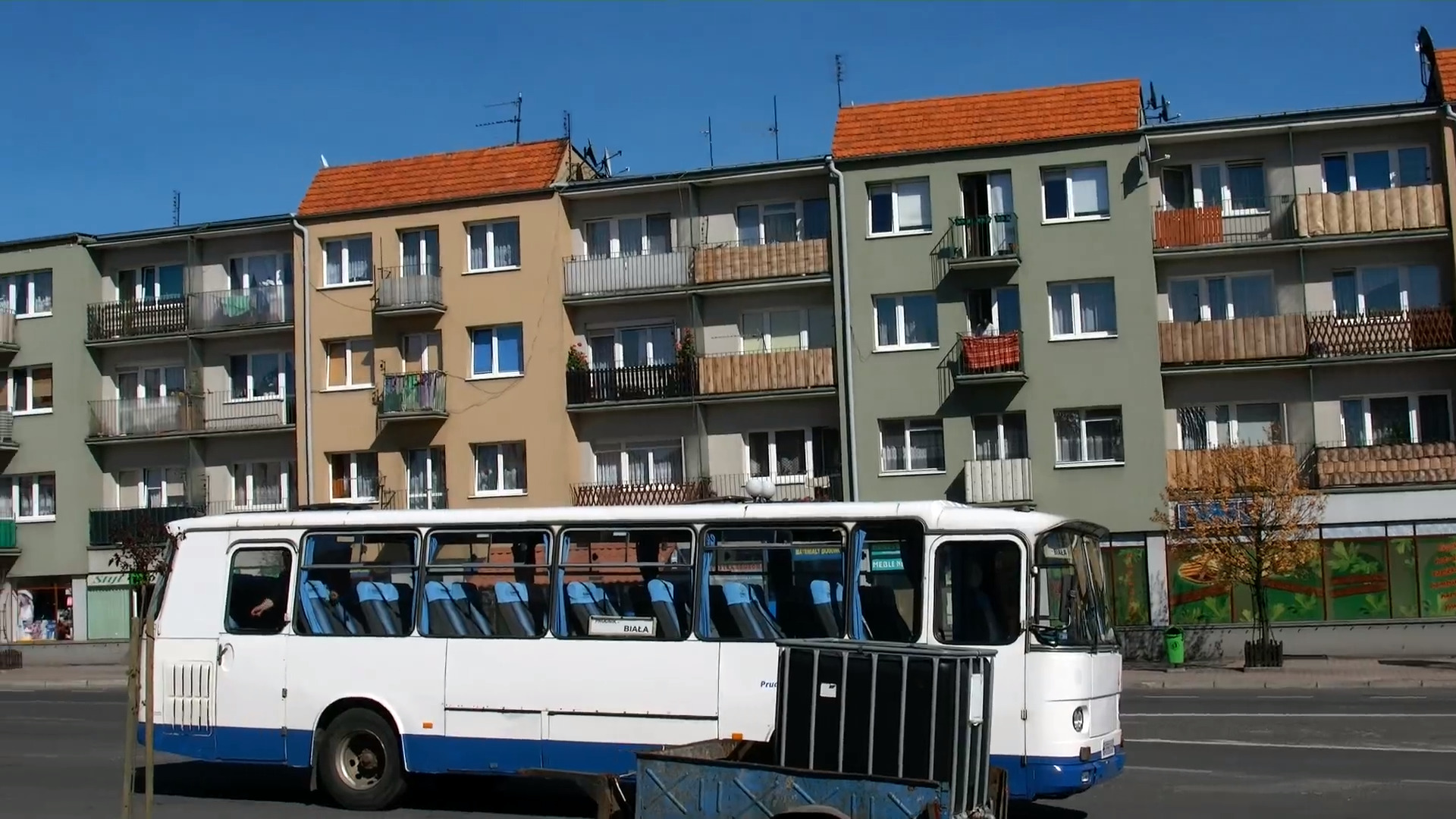
Autobus z Prudnika na Rynku w Białej

W 2004 prudnicki PKS został sprywatyzowany z udziałem Connex Polska. W 2008, w wyniku połączenia spółek PKS Connex Prudnik i PKS Connex Kędzierzyn-Koźle, utworzona została spółka Veolia Transport Opolszczyzna, w 2013 przejęta przez Arriva Bus Transport Polska. W 2019 Arriva wycofała się z Prudnika. Wówczas organizacją przewozów pasażerskich w Białej i okolicy zajęły się ościenne PKS-y. W grudniu 2021 powołano Powiatowo-Gminny Związek Transportu „Pogranicze”, mający na celu poprawę jakości transportu.

### Transport rowerowy
Ścieżki rowerowe oraz pieszo-rowerowe zostały zbudowane wzdłuż ulic: Prudnickiej, Ogrodowej, Parkowej, Jana i Karola Augustynów.
W 2020 ukończono budowę ścieżki rowerowej z Prudnika do Mosznej, przedłużonej w 2021 do Zieliny. Ścieżka długości ponad 20 km zaczyna się w Prudniku przy rondzie im. Stanisława Szozdy i prowadzi wzdłuż dróg wojewódzkich nr 414 i 409 przez Lubrzę, Dobroszewice, Białą, Krobusz, Dębinę i Moszną, kończąc się w Zielinie.

## Oświata
W Białej znajdują się szkoły:

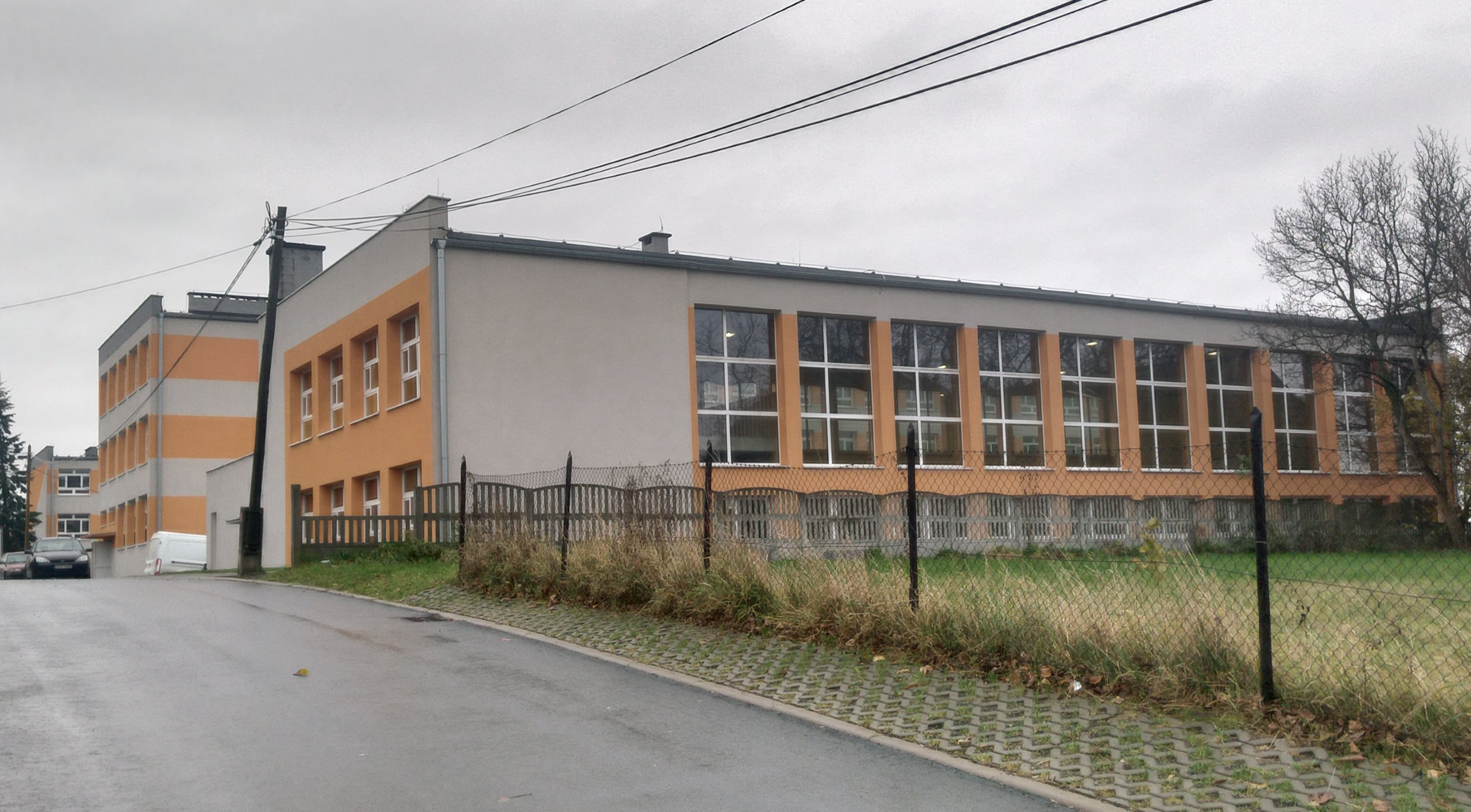
Zespół Szkół w Białej

- Publiczne Przedszkole, ul. Tysiąclecia 16[106]
- Publiczna Szkoła Podstawowa im. Jarosława Iwaszkiewicza, ul. Tysiąclecia 16[107]
- Technikum
- Zasadnicza Szkoła Zawodowa

31 sierpnia 2013 Zespół Szkół w Białej został włączony do Centrum Kształcenia Zawodowego i Ustawicznego w Prudniku.

## Kultura
- Gminne Centrum Kultury w Białej[109]

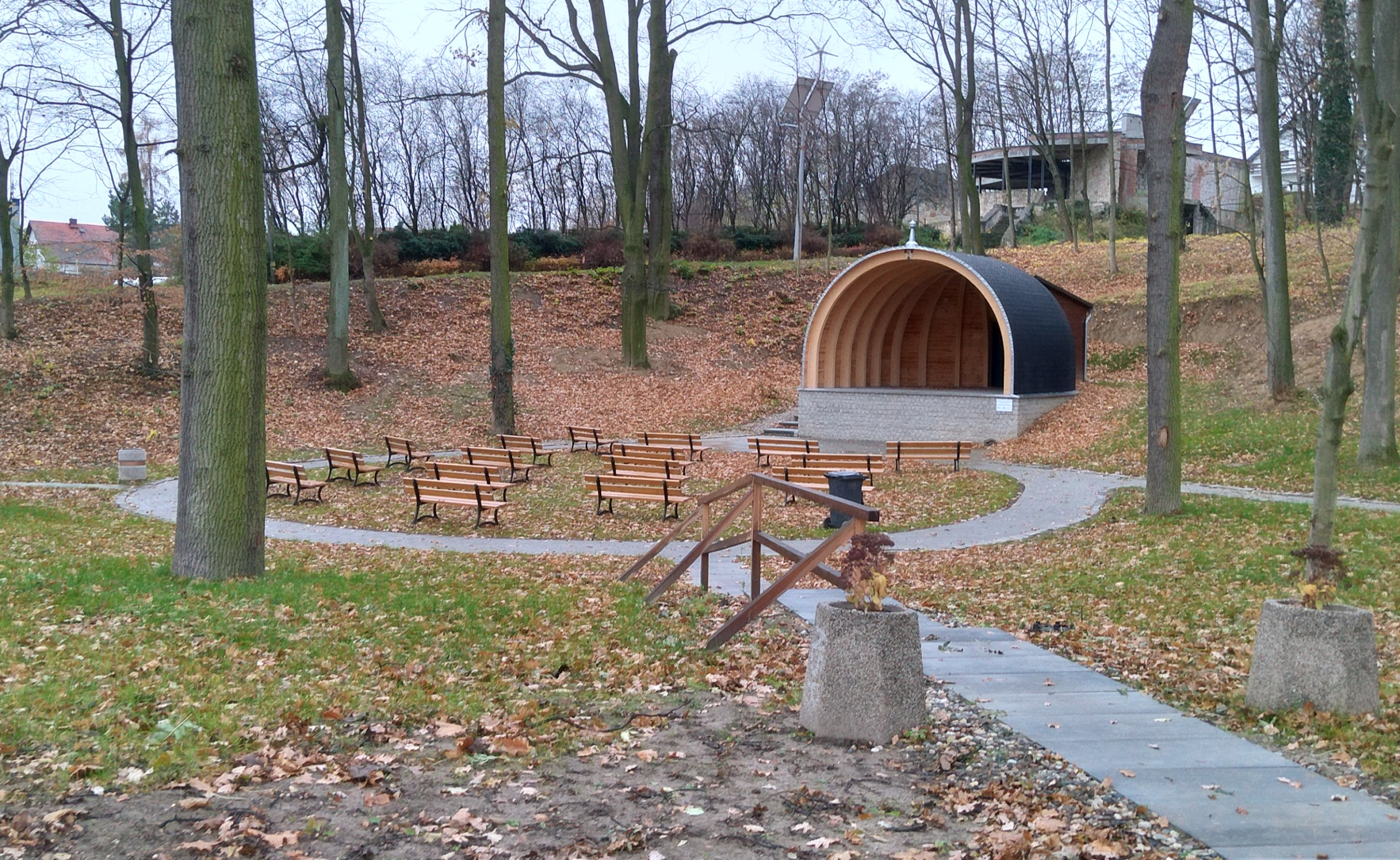
Muszla koncertowa w Parku Miejskim w Białej (2021)

- Dni Białej – impreza plenerowa organizowana corocznie w lipcu na bialskim rynku[110]
- Bialska Akademia Wiedzy i Umiejętności[111]
- Międzypokoleniowy Teatr Odlotowy
- Bialska Parada Orkiestr Dętych[112]
- DFK – Deutscher Freundeskreis[113]

### Odniesienia w kulturze masowej
- Andrzej Sapkowski – Boży bojownicy, 2004; Lux perpetua, 2006

## Media lokalne

### Prasa
- Tygodnik Prudnicki
- Prudnik24
- Express Prudnicki
- Gazeta Pogranicza
- Nowa Trybuna Opolska – oddział w Prudniku

### Telewizja
- Biała TV
- TV Prudnik (TV Pogranicza)

### Radio
- Radio Opole – oddział w Prudniku
- Radio Park

### Portale
- Teraz Prudnik![114] (do 2017 Tygodnik Prudnicki[115])
- prudnik24.pl[116]
- prudnicka.pl[117]

## Religia

Kościół Świętych Apostołów Piotra i Pawła

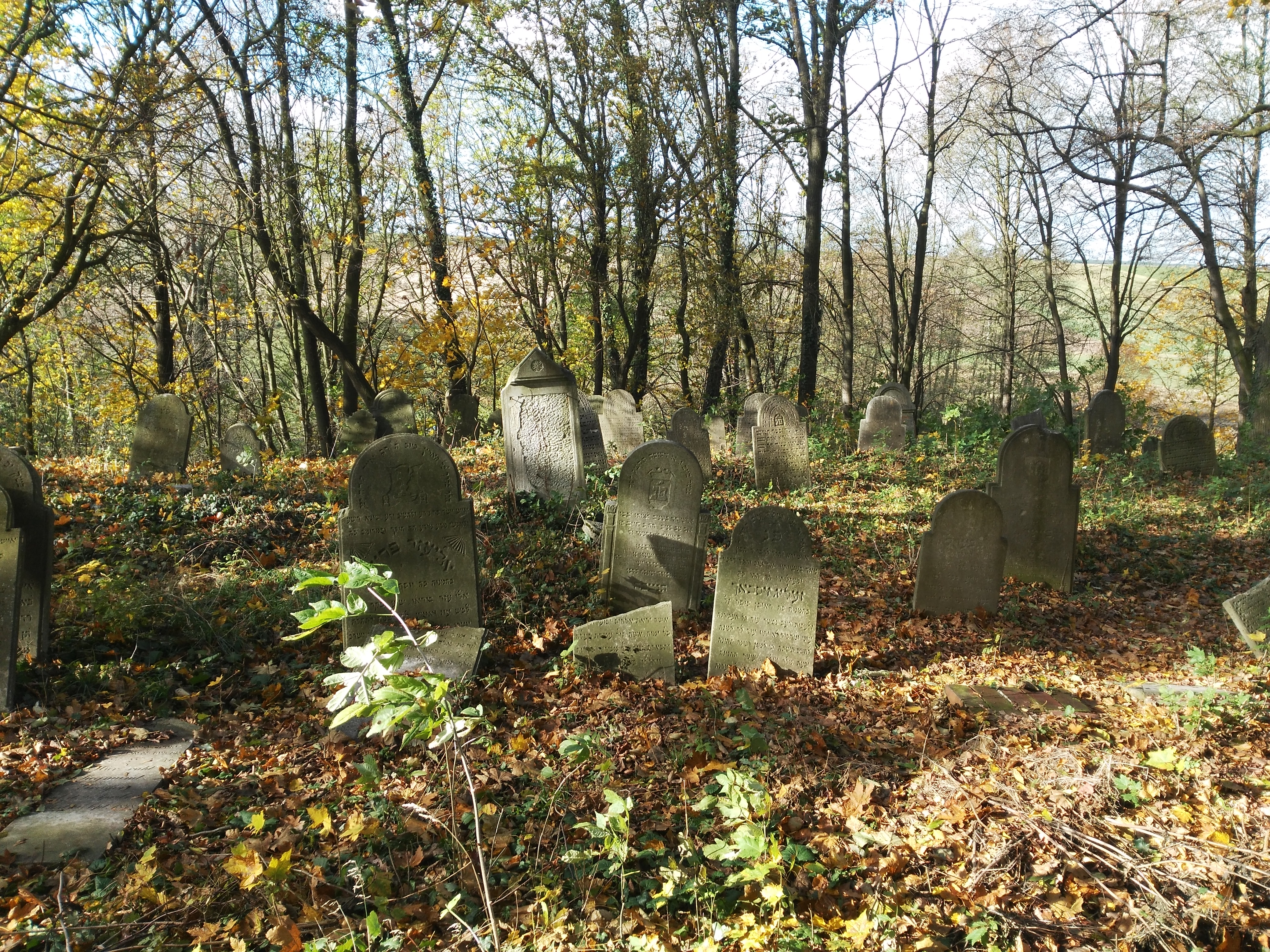
Cmentarz żydowski

### Wspólnoty wyznaniowe

#### Kościół rzymskokatolicki
Dekanat Biała
- parafia Wniebowzięcia Najświętszej Maryi Panny (ul. 1 Maja 8)
  - kościół Wniebowzięcia Najświętszej Maryi Panny (ul. 1 Maja 8)
  - kościół Świętych Apostołów Piotra i Pawła (Stare Miasto 8)

### Cmentarze
- Cmentarz Komunalny
- Cmentarz żydowski

### Nieistniejące obiekty sakralne
- synagoga (spalona w 1938)
- kościół ewangelicki (nieczynny)

## Sport

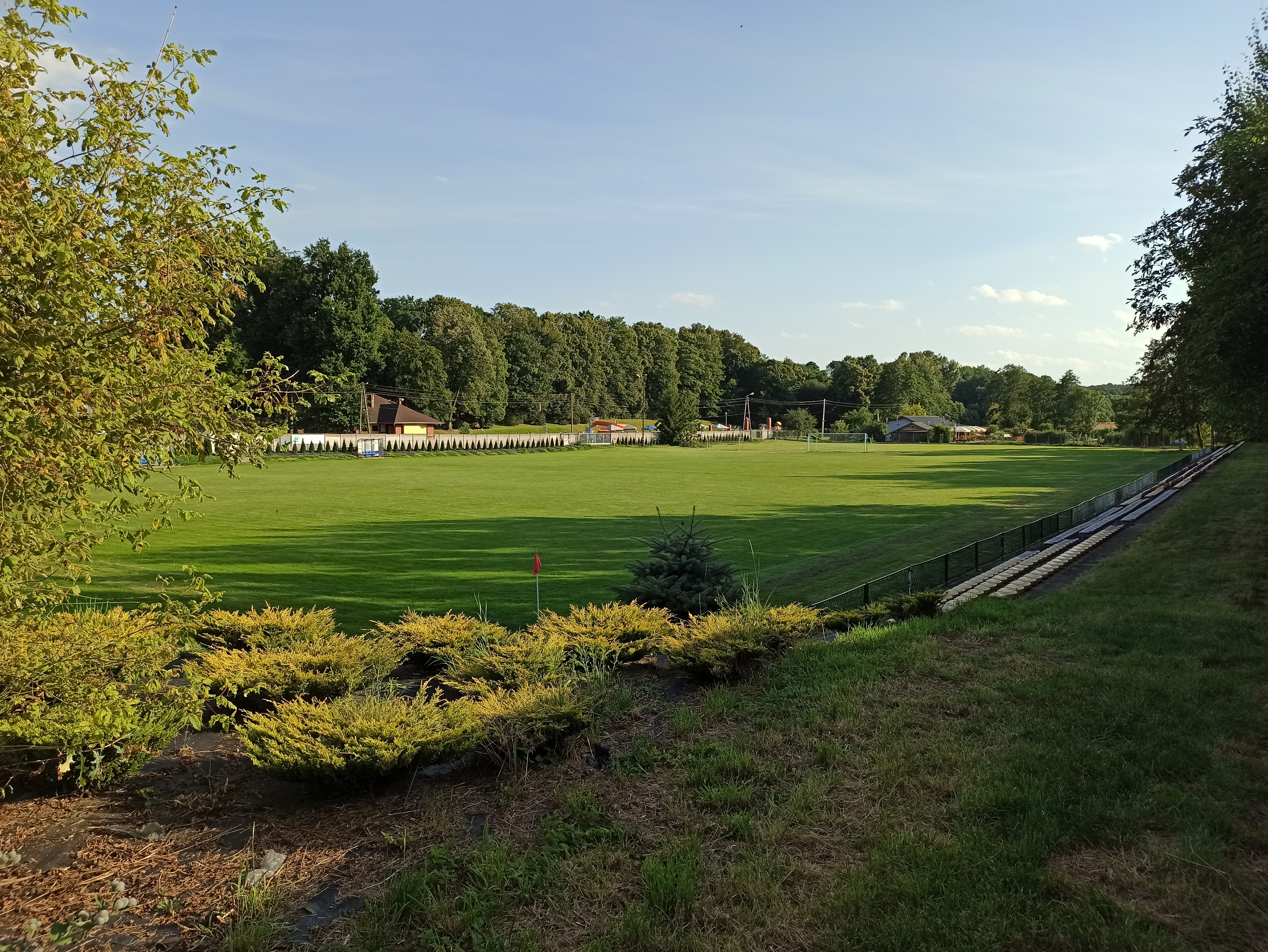
Boisko sportowe przy ulicy Koraszewskiego

Głównym podmiotem odpowiedzialnym za sport i rekreację w mieście jest Miejsko-Gminny Ośrodek Kultury Sportu i Rekreacji z siedzibą przy ul. Prudnickiej 35.

### Obiekty sportowe
- boisko sportowe (ul. Koraszewskiego)
- boiska do gier małych w Parku Miejskim
- place gier i zabaw dla dzieci

### Kluby sportowe
- LKS Polonia Biała (piłka nożna)
- AP Biała (piłka nożna)
- Tigers Biała (piłka nożna)
- White MTB Team Biała (kolarstwo)

### Zawody sportowe
W 2000 w Białej odbyły się mistrzostwa Polski juniorów do lat 14 w szachach. 11 lipca 2012 przez Białą przebiegała trasa wyścigu Tour de Pologne.

## Polityka

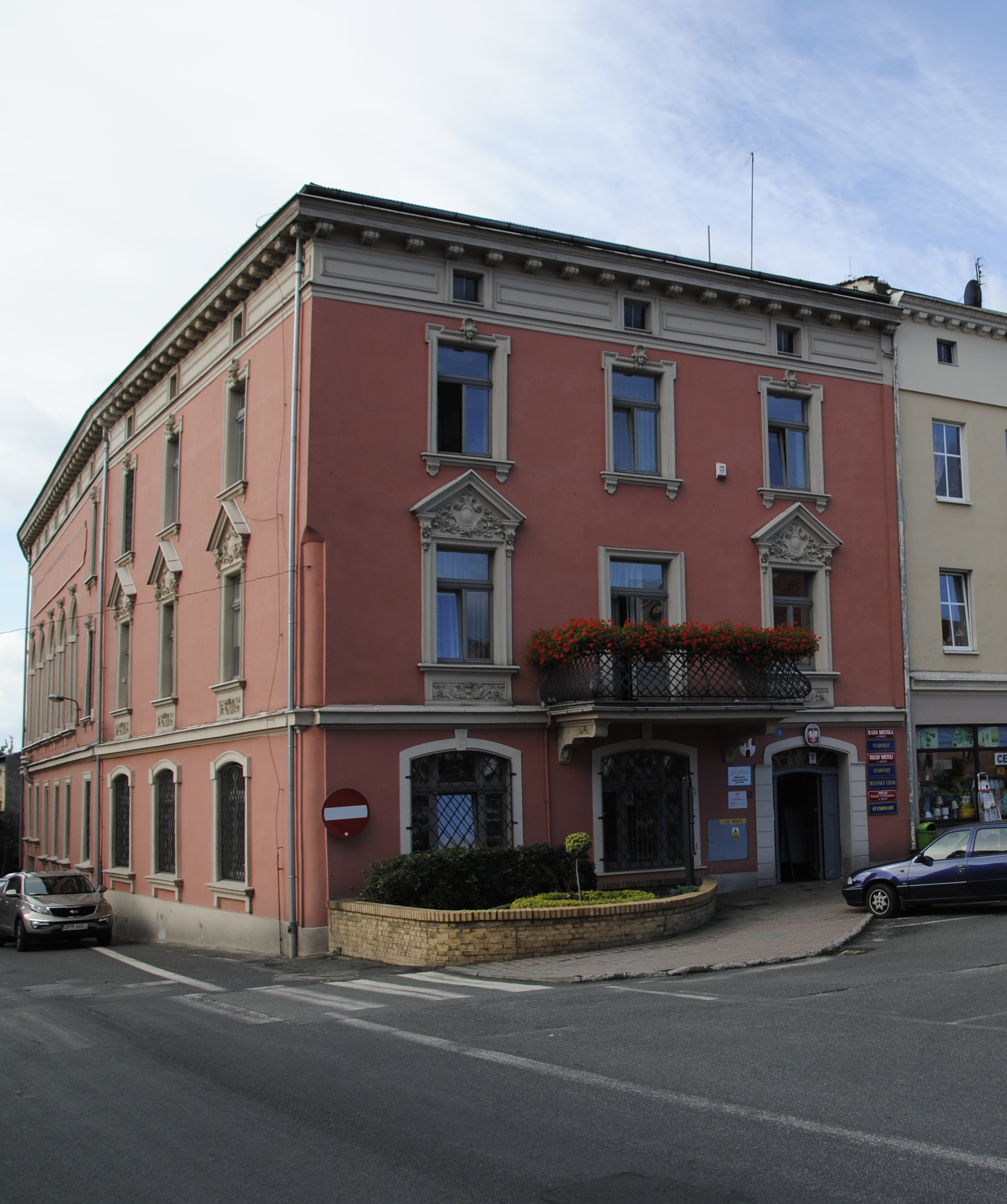
Urząd Miejski

Miasto jest siedzibą gminy miejsko-wiejskiej. Organem wykonawczym jest burmistrz. W wyborach samorządowych w 2018 na urząd został wybrany Edward Plicko. Siedzibą władz jest Urząd Miejski na Rynku.

### Rada Miejska
Mieszkańcy Białej wybierają do swojej Rady Miejskiej 3 radnych (3 z 15). Pozostałych 12 radnych wybierają mieszkańcy terenów wiejskich gminy Biała.
Liczba radnych poszczególnych ugrupowań w Radzie Miejskiej w latach 2002–2028:
| Lp. | Ugrupowanie                        | Kadencja  | Kadencja  | Kadencja  | Kadencja  | Kadencja  | Kadencja  |
| Lp. | Ugrupowanie                        | 2002–2006 | 2006–2010 | 2010–2014 | 2014–2018 | 2018–2024 | 2024–2029 |
| --- | ---------------------------------- | --------- | --------- | --------- | --------- | --------- | --------- |
| 1   | Alternatywa Dla Gminy              | –         | 2         | –         | 3         | –         | –         |
| 2   | KWW Edwarda Plicko                 | –         | –         | –         | –         | 11        | 1         |
| 3   | KWW Henryka Małka                  | –         | –         | –         | 2         | –         | –         |
| 4   | Mniejszość Niemiecka               | 12        | 9         | 11        | 6         | 2         | –         |
| 5   | Nasza Ziemia                       | 3         | 3         | 4         | 3         | 2         | –         |
| 6   | Prawo i Sprawiedliwość             | –         | 1         | –         | –         | –         | –         |
| 7   | Przyjazna Gmina – Nasza Przyszłość | –         | –         | –         | –         | –         | 3         |
| 8   | SLD Lewica Razem                   | –         | –         | –         | 1         | –         | –         |
| 9   | Śląscy Samorządowcy                | –         | –         | –         | –         | –         | 11        |

### Budżet miasta
| Budżet miasta Białej | Budżet miasta Białej | Budżet miasta Białej |
| Lp.                  | Rok                  | Budżet               |
| -------------------- | -------------------- | -------------------- |
| 1                    | 2010                 | 33,6 mln zł.         |
| 2                    | 2011                 | 30,3 mln zł.         |
| 3                    | 2012                 | 30,1 mln zł.         |
| 4                    | 2013                 | 34,3 mln zł.         |
| 5                    | 2014                 | 32,4 mln zł.         |
| 6                    | 2015                 | 31,1 mln zł.         |
| 8                    | 2016                 | 34,7 mln zł.         |
| 9                    | 2017                 | 40,7 mln zł.         |

## Lista burmistrzów

### Czasy niemieckie[129]
- Bonifatius Schmidt (1809–1823)
- Franz Kammel (1823–1830)
- Carl Gottwald (1830–1837)
- Friedrich Huth (1837–1843)
- Henryk Engel (1843–1867)
- Müller (1867–1875)
- Hauptmann von Euen (1875–1882)
- Freyhube (1882–1893)
- Badura (1893–1924)
- Julius Spak (1924–1941)
- Pätzold (1941–1945)

Lata powojenne 1945-1950
• Jan Zabiegała (1945- ? )
• Helidor Rawski 
• Jan Olszański 

### III Rzeczpospolita
- Zygfryd Kusber (1990–1992)
- Henryk Małek (1992–2002)
- Arnold Hindera (2002–2014)[130][131][132]
- Edward Plicko (od 2014)[133][134][135]

## Współpraca międzynarodowa
| Gmina             | Kraj   | Data podpisania umowy |
| ----------------- | ------ | --------------------- |
| Marienheide       | Niemcy | 24 kwietnia 1993      |
| Město Albrechtice | Czechy | 25 czerwca 2004       |
| Vlčice            | Czechy | 25 czerwca 2004       |

## Turystyka

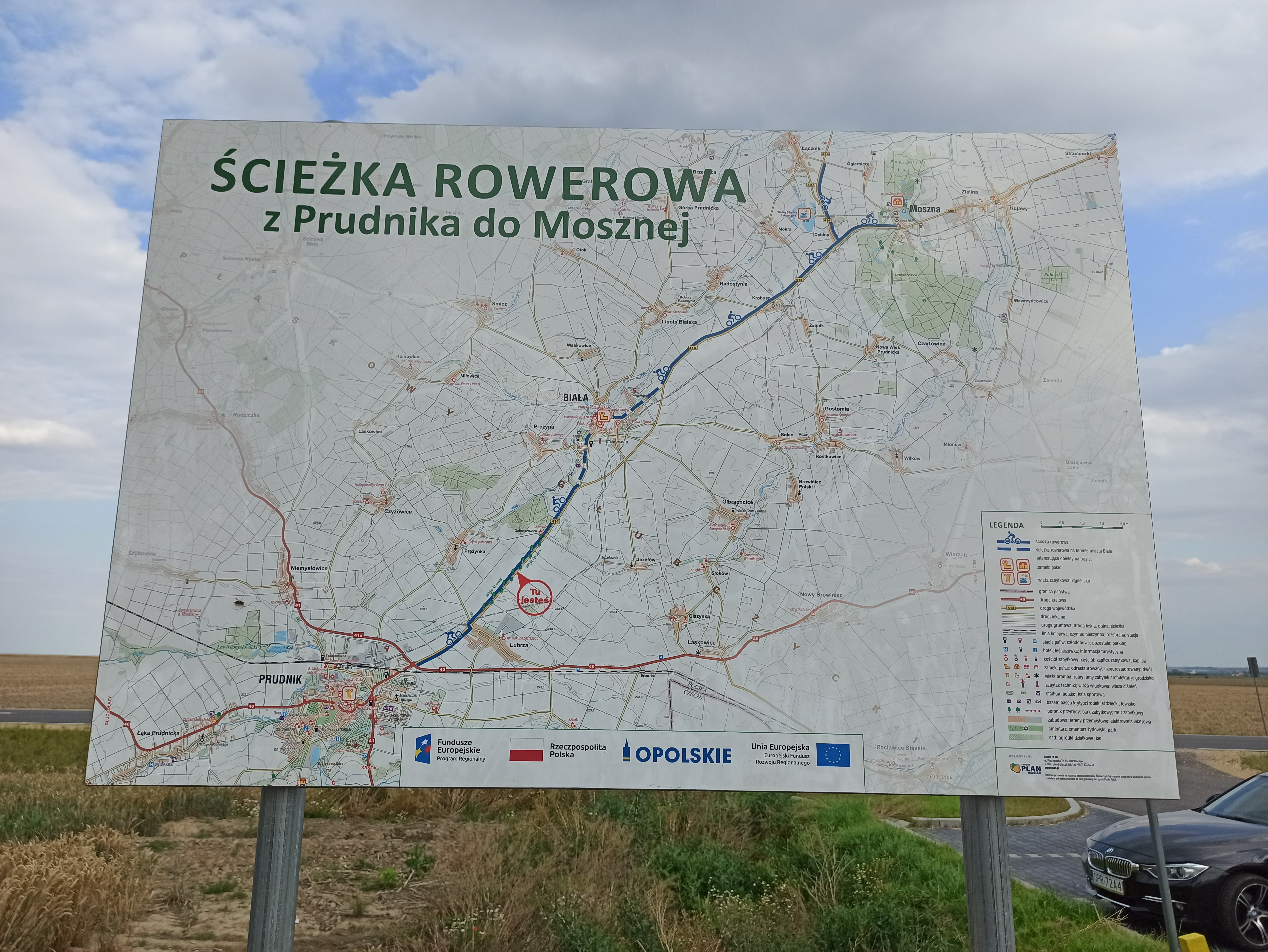
Tablica informacyjna dotycząca Ścieżki Rowerowej z Prudnika do Mosznej przebiegającej przez Białą

Biała jest miastem o dużych walorach turystycznych. Oddział PTTK „Sudetów Wschodnich” w Prudniku ustanowił turystyczną Odznakę Krajoznawczą Ziemi Prudnickiej, którą zdobywa się poprzez zwiedzenie odpowiedniej liczby obiektów w miejscowościach położonych na ziemi prudnickiej, w tym w Białej. W Białej zaczyna się i kończy trasa Kolarskiego Rajdu Dookoła Ziemi Bialskiej, za przejechanie którego PTTK Prudnik przyznaje odznakę.
12 i 14 lipca 2010, w ramach organizowanego w Prudniku VI Europejskiego Tygodnia Turystyki Rowerowej, w którym wzięli udział rowerzyści z całej Europy, przez Białą prowadziły trasy „Szlakiem Pielgrzyma” i „Szlakiem Jeńców Wojennych”.

### Szlaki turystyczne
Przez Białą prowadzą szlaki turystyczne:
- Szlakami bociana białego (46,6 km): Biała – Solec – Olbrachcice – Wierzch – Wilków – Rostkowice – Mokra – Łącznik – Brzeźnica – Górka Prudnicka – Ligota Bialska – Biała[143]
- Szlakami bociana białego (27 km): Biała – Prężyna – Miłowice – Śmicz – Pleśnica – Grabina – Otoki – Wasiłowice – Biała[143]
- Opolskie pielgrzymowanie: Opole – Kamień Śląski – Góra Świętej Anny – Głogówek – Biała – Prudnik – Nysa – Opole[144]
- W poszukiwaniu piękna żydowskich cmentarzy (19 km): Osobłoga – Krzyżkowice – Dytmarów – Olszynka – Słoków – Olbrachcice – Biała[145]
- Dwa zamki w jeden dzień (12,5 km): Biała – Krobusz – Łącznik – Chrzelice[146]
- Biała – Moszna (10 km): Biała – Krobusz – Dębina – Moszna[147]
- Biała – Dębina – Łącznik (9,2 km)[148]
- Szlakiem zabytkowych kościołów (9,12 km): Prężyna – Biała – Śmicz – Miłowice – Kolnowice – Otoki – Ligota Bialska – Krobusz – Dębina – Łącznik – Mokra – Żabnik – Gostomia – Solec – Olbrachcice[149]
- Szlak zamków i pałaców dorzecza Osobłogi[143]
- Szlak śląskich sanktuariów dorzecza Osobłogi[143]

### Szlaki rowerowe
Przez Białą prowadzą szlaki rowerowe:
- Trasa rowerowa PTTK nr 261-c: Biała – Stare Miasto – Solec – Olbrachcice – Wierzch – Wilków – Rostkowice – Gostomia – Krobusz – Radostynia – Mokra – Łącznik – Brzeźnica – Górka Prudnicka – Ligota Bialska – Biała
- Trasa rowerowa PTTK nr 262-z: Biała – Stare Miasto – Solec – Rostkowice – Gostomia – Nowa Wieś Prudnicka – Urszulanowice – Moszna – Ogiernicze – Łącznik – Chrzelice – Rzymkowice – Pogórze – Frącki – Brzeźnica – Górka Prudnicka – Ligota Bialska – Biała
- Trasa rowerowa PTTK nr 263-n: Biała – Wasiłowice – Otoki – Grabina – Kolonia Otocka – Puszyna – Pleśnica – Śmicz – Miłowice – Prężyna – Biała

### Punkty widokowe

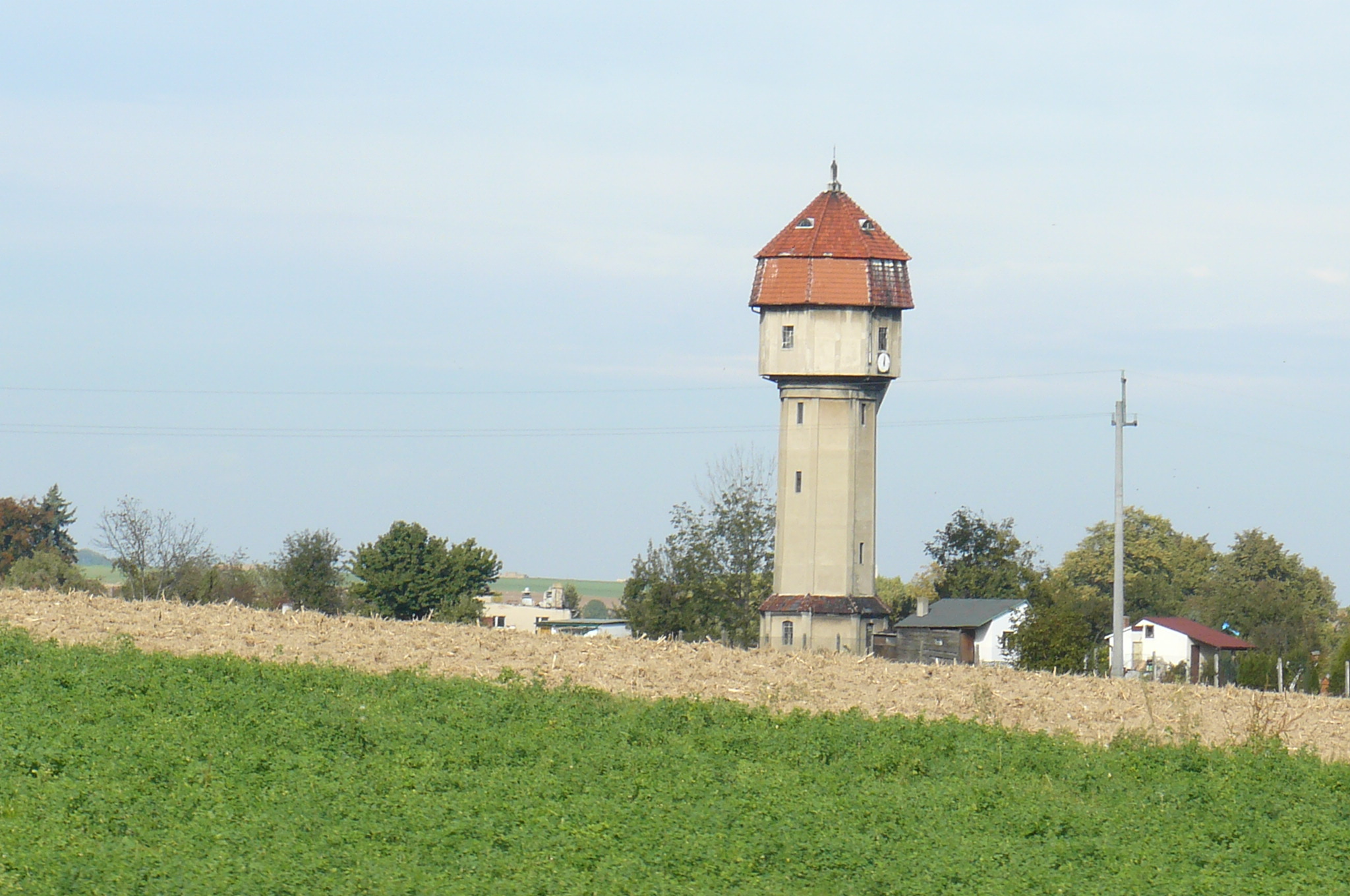
Wieża ciśnień

- Wieża Bramy Prudnickiej – jedna z pozostałości po średniowiecznych murach miejskich Białej. Wspomagała obronę Bramy Prudnickiej i stanowiła punkt obserwacyjny. Następnie pełniła rolę więzienia. Po remoncie wnętrza w 2021 pełni rolę punktu widokowego na panoramę miasta i okolic[70].
- wieża wodna – zbudowana na przełomie XVI i XVII wieku, dostarczała wodę do zamku Prószkowskich, następnie miasta w obrębie murów obronnych. Pełniła tę rolę do XX wieku, kiedy zbudowano nowy system wodociągowy. W 2023 utworzono punkt widokowy na dachu budowli[151].
- wieża ciśnień – wzniesiona w 1913. W 2023 utworzono punkt widokowy w dawnym zbiorniku na wodę[151].

## Służba zdrowia
- Szpital im. św. Elżbiety (ul. Moniuszki 8)
- Przychodnia Medyczna „Zdrowie” (ul. Opolska 2)[152]

## Służby mundurowe
- Policja – Posterunek Policji (ul. Prudnicka 29a), podległy Komendzie Powiatowej Policji w Prudniku[153]
- Straż pożarna – Ochotnicza Straż Pożarna (ul. Prudnicka 35)[154]. OSP Biała wchodzi w skład Kompanii Gaśniczej „Prudnik”[155].

Teren miasta, jak i całej gminy Biała, położony jest w strefie nadgranicznej w związku z czym Straż Graniczna dysponuje, na tym obszarze, specjalnymi kompetencjami w zakresie bezpieczeństwa. Gminę Biała obejmuje zasięgiem służbowym placówka Straży Granicznej w Opolu ze Śląskiego Oddziału SG.

## Ludzie związani z Białą

### Zasłużeni dla Miasta i Gminy Biała
- Artur Klose[158]
- Zbigniew Komarnicki[159]
- Eryk Murlowski[160][161]
- Anna Myszyńska[162]
- Filip Robota[163]
- Manfred Słaboń[164]
- Harry Thürk[165]